# Arsenal de Brest
Pour les articles homonymes, voir Arsenal (homonymie).
L’arsenal de Brest ou port militaire de Brest est une base navale de la Marine nationale française constituée d'un ensemble d’installations militaires et navales situé dans la rivière Penfeld, à Brest, dans la rade de Brest, dans le Finistère, en Bretagne (France). Il s’agit de la deuxième base navale française, après celle de Toulon et devant celle de Cherbourg. Dans le langage populaire ouvrier brestois, l’arsenal de Brest est aussi appelé l’arsouil.

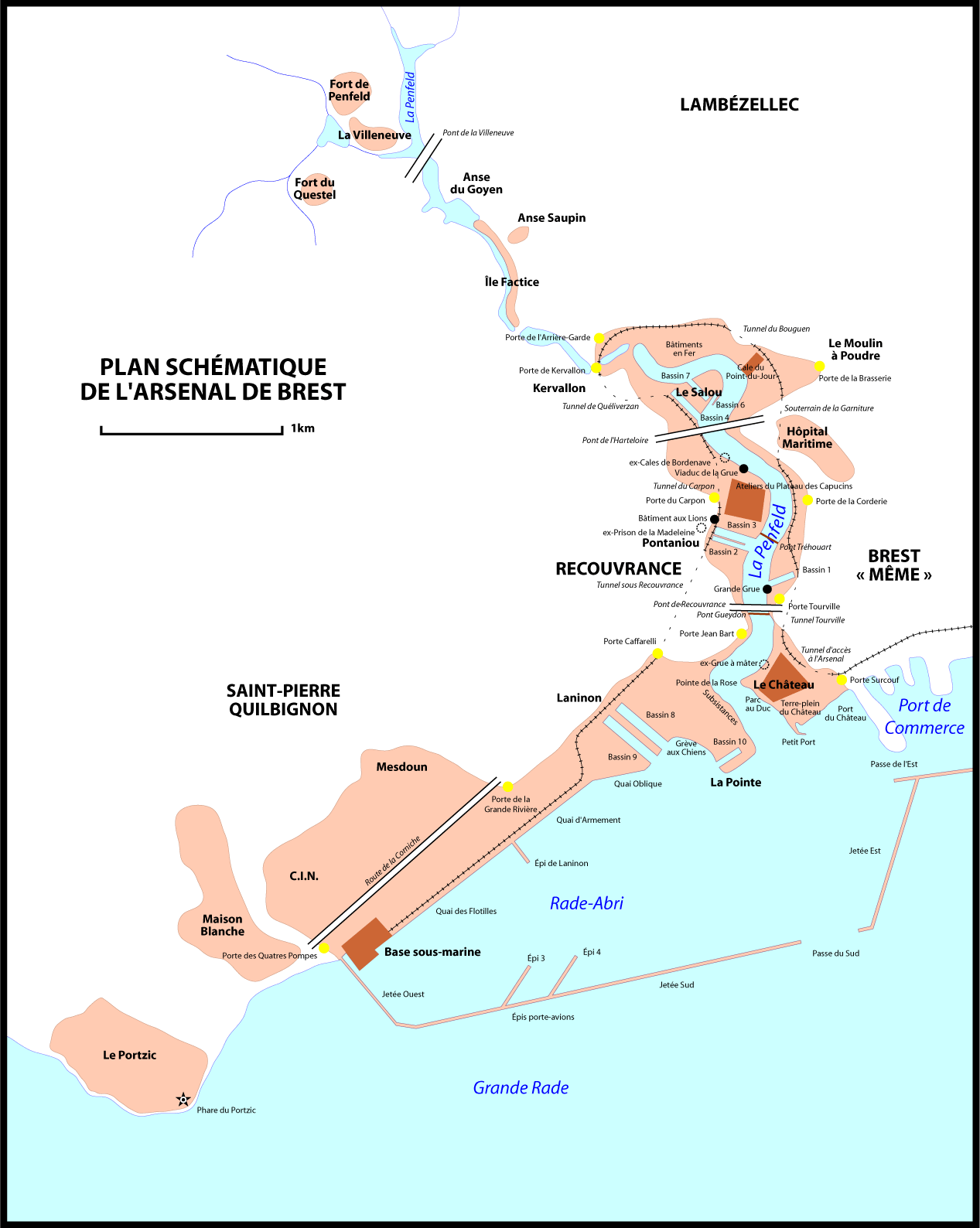
Plan schématique de l’arsenal de Brest.

## Chronologie historique

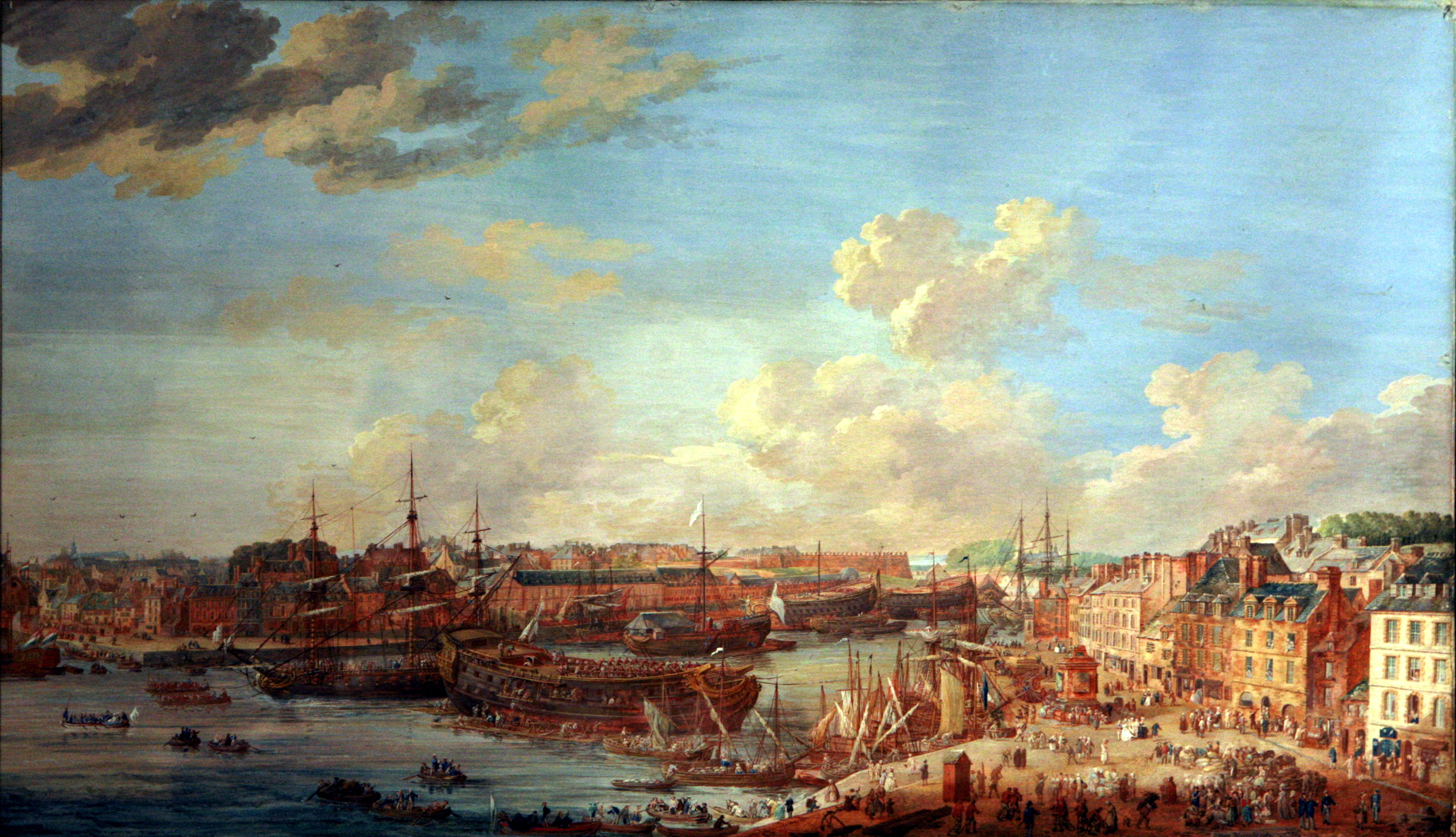
Vaisseaux en cours d’armement dans l’arsenal quelques années avant la guerre d’Indépendance américaine. Tableau de Louis-Nicolas Van Blarenberghe, 1776.

L'histoire de l'infrastructure portuaire de Brest remonte au XVIIe siècle. Entre 1631 et 1635, les premières bases de l'infrastructure portuaire ont été construites, posant les fondations de ce qui allait devenir un port militaire majeur.
En 1674, Colbert, ministre de Louis XIV, décide de la construction des magasins aux poudres, de la Cordellerie et de l'Hôpital militaire, tous nécessaires au fonctionnement de la Marine royale.
En 1683, la forme de Troulan est créée pour la construction et la réparation des navires. Cette forme sera rejointe plus tard par trois autres formes de Pontaniou, toutes situées à proximité des forges des ancres et des constructions navales, qui seront construites en 1746.
Le bagne, qui servait à la réclusion des prisonniers, a été construit entre 1750 et 1751 et a été en activité jusqu'en 1947. En 1807, le bâtiment aux Lions est construit pour abriter les magasins de l'arsenal.
Au XIXe siècle, de nombreux travaux sont entrepris pour moderniser et agrandir l'arsenal de Brest. Entre 1822 et 1827, le bassin n°6 est construit au Salou, suivi du bassin n°7 en 1864-1865. Entre 1840 et 1865, les Ateliers du Plateau des Capucins sont construits, tandis que la Marine nationale s'approprie les quais Tourville et Jean Bart en 1858.
En 1889, la jetée sud est construite sur 1500 mètres, suivie de la jetée ouest entre 1895 et 1900. Les quatre formes de Pontaniou sont transformées en deux grands bassins, connus aujourd'hui sous les noms de bassin n°2 et bassin n°3, entre 1899 et 1902. La jetée sud est prolongée sur 750 mètres entre 1900 et 1905, et le Quai d'Armement est construit en 1905.
Entre 1910 et 1916, les deux bassins de construction et de radoub de Laninon, actuellement dénommés bassin n°8 et bassin n°9, sont creusés. La Grande Grue est installée en 1910, suivie de la construction du quai des flottilles en 1918. La passe ouest est fermée entre 1931 et 1933.
Durant la Seconde Guerre mondiale, les Allemands ont construit la base sous-marine en 1940, faisant du port militaire de Brest une importante base stratégique pour le Reich. Les travaux de construction du bassin n°10 de Laninon ont commencé en 1938, mais ont été abandonnés pendant la guerre.
Dans les années 1960, des travaux d'agrandissement ont été entrepris, notamment avec l'élargissement de la jetée en 1963-1964 et la construction des épis porte-avions n°3 et n°4 entre 1969 et 1970.

## Quais, épis et jetées

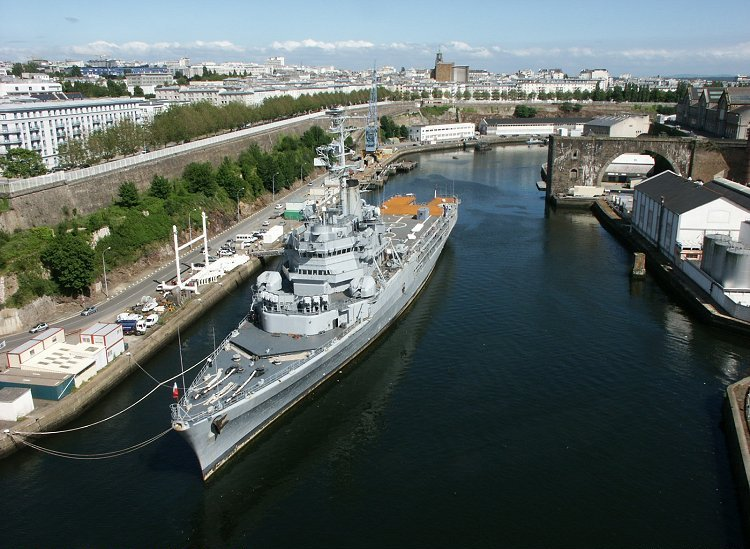
Le porte-hélicoptères Jeanne d’Arc amarré rive gauche de la Penfeld, en aval du pont de l'Harteloire. Les fonds sont trop faibles pour que les navires puissent être amarrés au plus près des quais, qui courent pourtant tout le long de la rivière. Au fond, l’église Saint-Louis, à droite, le viaduc de la grue revolver.

### Quais de la Penfeld

La Consulaire pièce utilisée par les Turcs d'Alger pour supplicier le père Jean Le Vacher est érigée à Brest. Elle est surmontée par le coq gaulois.

La Penfeld, dans l’enceinte du port militaire, est quasi intégralement bordée de quais, qui présentent cependant l’inconvénient majeur de ne pas être accostables directement en raison du niveau du rocher qui découvre en de nombreux endroits à marée basse. Aussi des postes sont-ils aménagés, principalement en rive gauche, au moyen de ras débordoirs, afin de permettre à certaines petites unités de s'amarrer en Penfeld, et d’utiliser certaines installations comme la Grande Grue.
Peu utilisés en amont du pont de Recouvrance, ces postes accueillent cependant en aval de ce pont les vieux gréements de la marine, la batellerie du port et les transrades assurant les services entre Brest et la presqu'île de Crozon.

### Quai d’armement et quai oblique
Ces deux quais se situent entre le bassin no 9 et l’épi de Laninon. Ils sont desservis par cinq grues. Les derniers remaniements importants datent de la reconstruction des bassins de Laninon, dont l’allongement a modifié le tracé du quai oblique.
Ces quais servent à la finition avant neuvage des navires neufs construits à Brest (dernièrement, le Mistral et le Tonnerre), à l’amarrage des grandes unités de la Marine nationale (notamment la Jeanne d’Arc), et à l’entretien à flot de tout type de navire.

### Quai des flottilles
Bordé de huit lignes de pontons lancées perpendiculairement à la magistrale du quai, ce quai est la zone privilégiée pour l’accostage des unités de la Marine nationale basées à Brest, en particulier pour les chasseurs de mines, les avisos, ou les bâtiments-école. Deux lignes de pontons, parallèles, sont embossées devant la base sous-marine et ont un rôle similaire.

### Épi de Laninon
L'épi de Laninon est une infrastructure du port militaire de Brest, situé dans la rade de Brest. Il s'agit d'une jetée en forme de L qui s'étend sur plus de 600 mètres à partir du quai d'armement du port de Laninon.
Construit entre 1969 et 1970, l'épi de Laninon a pour objectif de faciliter l'accostage des porte-avions et des navires de grande taille en protégeant ces derniers des courants et des vents violents présents dans la rade de Brest.
L'épi est constitué de deux parties : le premier tronçon mesure 330 mètres et se dirige vers l'ouest, tandis que le second tronçon mesure 280 mètres et s'étend vers le nord. Ces deux parties sont reliées par un angle de 150 degrés. L'ensemble de la structure est constitué de blocs de béton préfabriqués qui ont été coulés en mer puis assemblés sur place.
L'épi de Laninon est aujourd'hui l'une des infrastructures les plus importantes du port militaire de Brest et joue un rôle crucial dans l'accueil et l'amarrage des porte-avions, des navires de guerre et des bateaux de grande taille. Il est également une attraction touristique de la ville de Brest et est visible depuis de nombreux points de vue de la rade.

### Les épis porte-avions
Jusqu'en 1966, la France faisait partie du commandement intégré de l’OTAN. À ce titre, la France devait disposer d'infrastructures d’accueil des bâtiments des marines alliées, notamment des porte-avions américains. Pour l’arsenal de Brest, cette obligation s'est concrétisée par la création de quatre emplacements, les épis de porte-avions.
Ces quatre épis devaient être accolés à la jetée sud du port militaire, parallèles les uns par rapport aux autres, disposés en biais par rapport à la jetée et enracinés tous les 250 m environ, le premier épi étant enraciné à environ 600 m de l’enracinement de la jetée. Leur longueur commune de 270 m et la profondeur disponible à leur droit devait permettre d’accueillir les plus grands bâtiments des marines alliées, en particulier les porte-avions, d’où leur nom.
Les travaux commencèrent en 1964 par l’élargissement de la jetée entre son origine, près de la base sous-marine, et le point où doit s'enraciner l’épi no 4, afin de permettre la desserte routière des épis. Enfin, en 1969-1970, les travaux des épis proprement dits commencent. Seuls les deux épis les plus à l’est, numérotés 3 et 4, sont en réalité construits. Entre-temps, la France s'est en effet retirée de la structure militaire intégrée de l’OTAN et de sa direction en 1966. Les épis porte-avions ne sont donc plus prévus pour accueillir les navires de la flotte alliée, mais uniquement les navires français. Et dans cette optique, deux épis seuls suffisent.
Brest n'est plus port-base pour un porte-avions français. L'utilité des épis se limite à l’accueil de grands navires comme le Monge, de bateaux alliés en escale ou de coques, comme celle du Clemenceau. Ils ont par ailleurs accueilli le Charles de Gaulle en escale à plusieurs reprises (2004 et 2010). Le long de la jetée, les réservations faites pour l’accueil des épis no 1 et 2 sont encore discernables.

## Bassins

### Le bassin Tourville

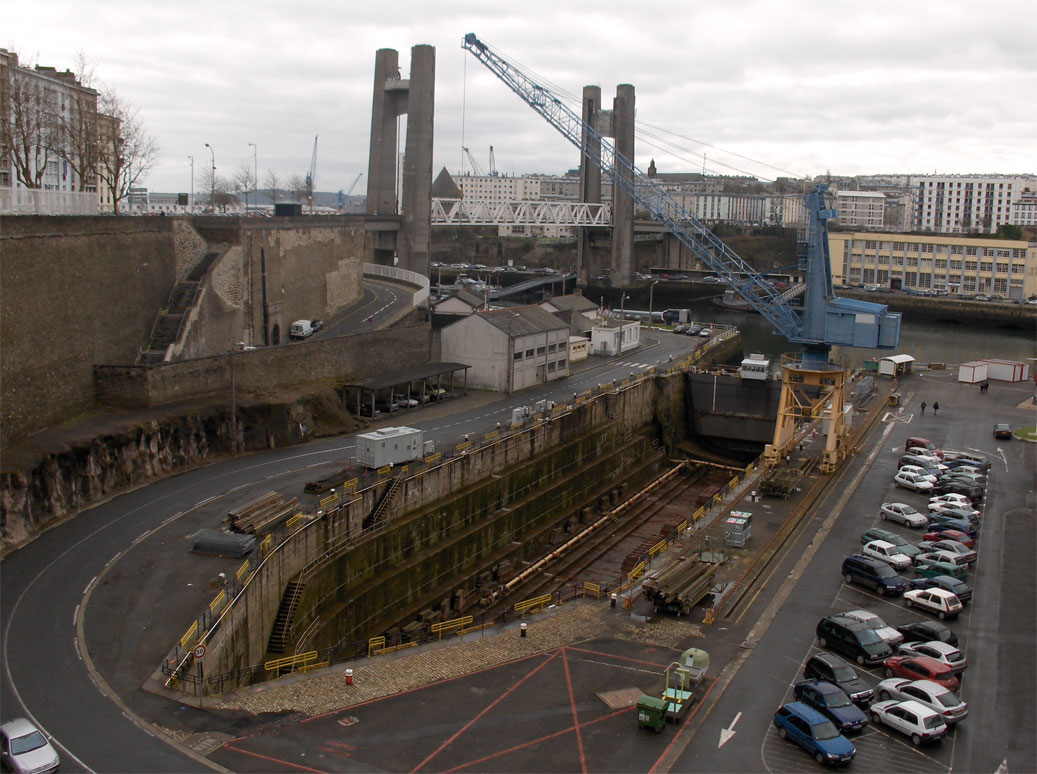
Vue sur le bassin 1, à sec et sans navire. Au fond, le pont de Recouvrance.
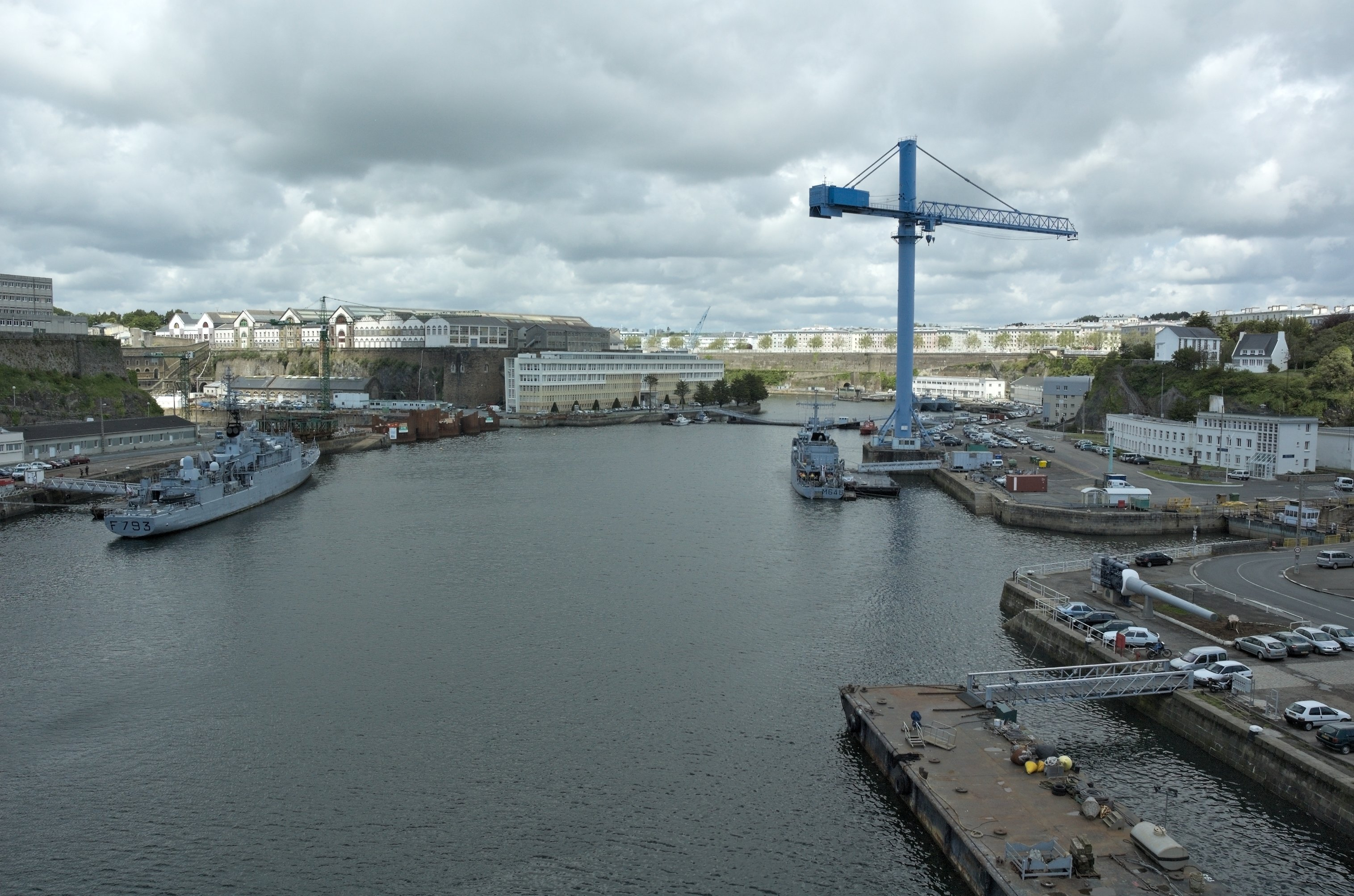
La Penfeld vue vers l’amont depuis le pont de Recouvrance. De gauche à droite : l’entrée des bassins de Pontaniou, barrée par le batardeau mis en place à l’occasion des travaux de modernisation de 2006 ; les ateliers du plateau des Capucins ; la direction de DCNS ; le pont Tréhouart ; la Grande Grue ; l’entrée du bassin Tourville
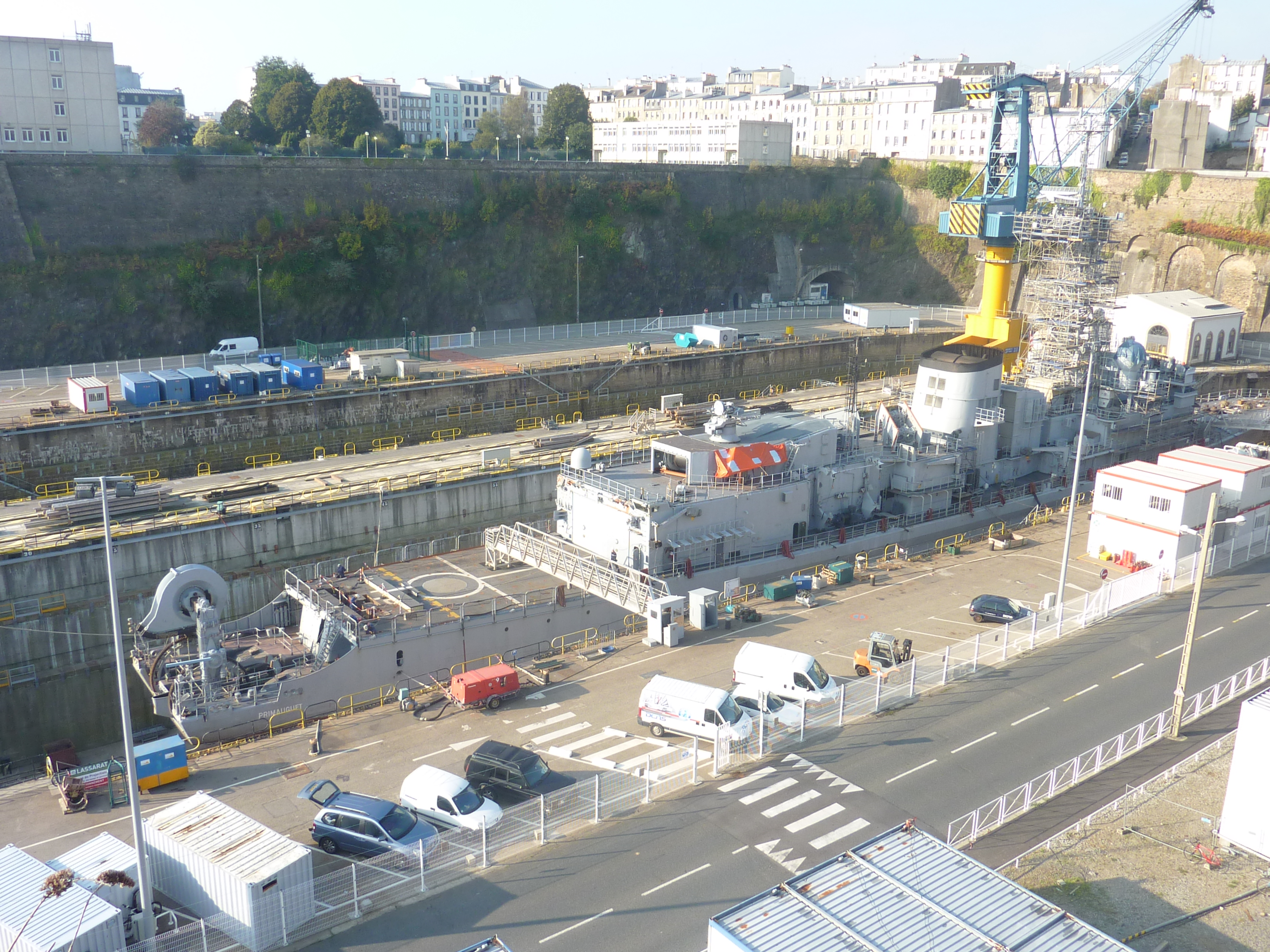
Brest Arsenal : les formes (cales de radoub) de Pontaniou en 2011 (la frégate Primauguet est dans l’une)

Ce bassin, situé dans l’anse dite de Troulan, sur la rive gauche de la Penfeld, est actuellement nommé bassin no 1. C'est la plus ancienne des formes de Brest. Alors unique, elle était appelée forme de Brest. Ce nom lui est resté ultérieurement, même après création des formes de Pontaniou et du Salou, car elle demeurait la seule forme située rive gauche de la Penfeld, donc à Brest même (par opposition à Recouvrance, rive droite). Cette forme a cependant reçu, lors de la construction de celles de Pontaniou, le numéro 5 (et non le numéro 1, comme son antériorité aurait pu le laisser supposer).
Le bassin no 1 a été construit en 1683, modifié en 1745 et en 1864. Ses dimensions sont de 115 mètres de longueur pour 25 mètres de largeur au niveau des quais.

### Les bassins de Pontaniou
Les deux bassins de Pontaniou sont situés dans l’anse de Pontaniou, au confluent de la Penfeld et du vallon abritant la rue Saint-Malo, désormais barré par le Bâtiment aux Lions.
Les travaux débutent en 1742 par trois années durant lesquelles seront battus des pieux en hêtre pour constituer les fondations des ouvrages. Après une interruption due à des difficultés financières, les travaux reprennent en 1752. Quatre formes sont construites, groupées deux par deux :
- la forme 1 (aval), de 70 mètres de long, est construite de 1752 à 1756 ;
- la forme 2 (amont), de 62 mètres de long, est construite de 1752 à 1756 ;
- la forme 3, en avant de la forme 2, de 70 mètres de long, est creusée dans la falaise de 1755 à 1757 ;
- la forme 4, en avant de la forme 1, est creusée dans la falaise de 1803 à 1820.

En raison des besoins nouveaux, les formes 3 et 4 sont modifiées et agrandies en 1857. Leurs nouvelles dimensions demeurent insuffisantes pour les navires du début du XXe siècle, aussi les quatre formes sont-elles transformées à partir de 1901 en deux bassins, plus larges, plus longs et plus profonds. Les formes 1 et 4 deviennent le bassin 2, les formes 2 et 3 deviennent le bassin 3. Leurs dimensions sont alors de 178 mètres de longueur pour 27 mètres (bassin 2) et 33 mètres (bassin 3) de largeur.
Ces bassins connaissent, de 2004 à 2007, une campagne de travaux majeurs destinés à les rendre aptes à l’accueil des bâtiments du XXIe siècle. À cette occasion, les pieux de hêtre ont été retrouvés dans un excellent état de conservation.

### Les bassins du Salou

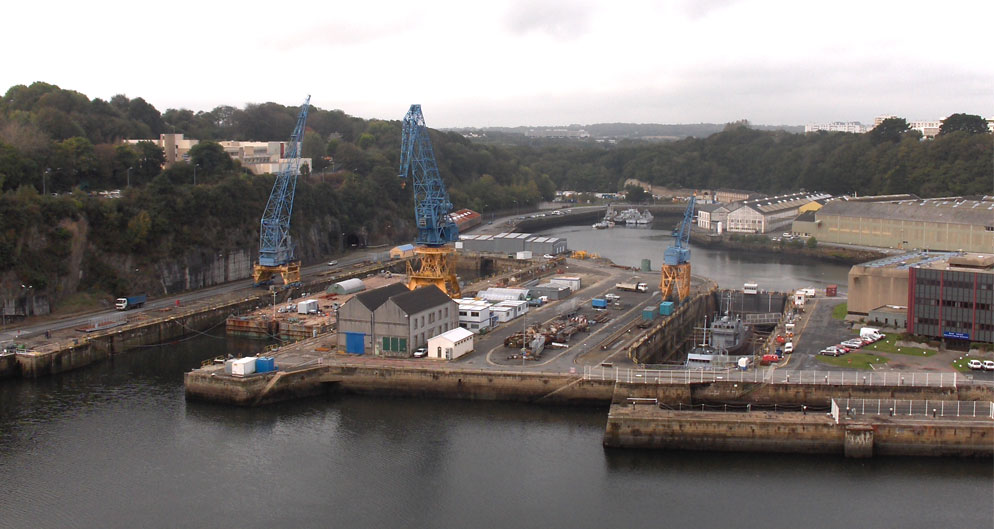
Vue sur la Penfeld en amont du pont de l'Harteloire. Avant de venir mourir au niveau de l’Arrière-garde, la rivière navigable contourne l’avancée du Salou, percée des bassins 4 à gauche, 6 au premier plan, devant le 7. Les 3 grues visibles sur le cliché ont depuis été démantelées et une nouvelle grue plus légère installée à gauche (bajoyer tribord) du bassin 7.

Le Salou est une zone située en amont de l’actuel pont de l’Harteloire, où se trouvent actuellement les bassins 4, 6 et 7 de l’arsenal.
Jusqu'au début du XIXe siècle, se trouvait sur cette zone une « montagne » en schiste de 25 m de hauteur environ, qui a dû être arasée dans les années 1850-1860 afin de permettre la construction des bassins de radoub. 600 000 m3 de déblais sont évacués au moyen de barges à fond ouvrant et évacués sur le terre-plein du port de commerce.
Seul le bassin 6 fut construit en bordure de la montagne, précédemment aux autres bassins du même secteur. Il s'agissait alors d'une forme, à laquelle fut attribuée le numéro 6, dans la suite logique des cinq autres formes déjà construites en aval de la Penfeld.

#### Le bassin 4
L’arasement de la montagne du Salou avait pour objectif la construction d’un grand bassin double. Les travaux, menés de 1856 à 1865, furent rendus très difficiles par la dureté du sol, constitué de schiste.
Ce bassin résulte de la réunion (à l'instar des bassins de Pontaniou) de deux formes alignées et antérieurement numérotées 7 (au sud) et 8 (au nord), dans la continuité des formes 5 (celle dite de Brest) et 6 (la première au Salou).
Le bassin 4 a depuis été rendu à entrée unique, côté aval de la Penfeld. Étant l’une des plus grandes formes de l’arsenal, il a servi à la fois à la construction et à l’armement de navires militaires, mais également à la construction d’ouvrages plus originaux, comme la travée mobile du pont de Recouvrance en 1954 ou aux structures en béton précontraint constituant le bassin 10 en deux éléments, ultérieurement « jumboïsés » au bassin 9.
- 1932-1935 : construction et armement du Dunkerque
- 1935-1939 : construction et armement du Richelieu
- 1953-1954 : construction de la travée mobile du pont de Recouvrance
- 2010-2011 : démantèlement du Winner, navire battant pavillon cambodgien arraisonné par la Marine au large du Sénégal en 2002, en possession d’une cargaison de cocaïne
- 2011-2012 : construction des « pontons innovants pour les frégates Fremm » destinés à être positionnés au quai des flottilles[5].

#### Le bassin 5
Aucun bassin ne porte actuellement le numéro 5 à l’intérieur de l’arsenal de Brest. Une hypothèse plausible est que ce numéro aurait dû être attribué à un bassin situé entre les actuels bassins 4 et 7, dont la construction aurait été décidée en même temps que celle du bassin 7, et dont la porte, contrairement à celle du bassin 7, se serait trouvée du côté aval. Sa construction a été abandonnée, et cet abandon a permis ultérieurement l’élargissement côté est du bassin 4.
Cette absence de bassin numéro 5 vient plus probablement du fait que la forme 6 a conservé son numéro en devenant un bassin, alors que la forme 5 a été renommée bassin numéro 1.

#### Le bassin 6
Construit entre 1822 et 1827, le bassin 6 est le plus petit des trois bassins actuels du Salou (69 m de longueur sur 20 m de largeur). Il est le premier bassin à avoir été construit à l’emplacement de la montagne du Salou.
Son numéro 6 correspond à celui de la forme qui venait à la suite de la 5, dite forme de Brest, sur la rive gauche de la Penfeld. Ce qui explique l'absence de bassin numéro 5.
Sa particularité est d’être un bassin fonctionnant « à la marée ». La vidange du bassin se fait par gravité, une fois la porte mise en place. Ceci nécessite de faire rentrer les navires à marée haute et implique également que le niveau du fond du bassin soit plus élevé que le niveau de la marée basse, afin que le bassin puisse se vider entièrement. Ainsi, le fond du bassin se situe à 90 cm au-dessus du niveau des plus basses mers.
Ce bassin, au fonctionnement archaïque, n'est plus utilisé depuis le milieu des années 1980. Aujourd’hui, sa porte ayant disparu, son avenir semble très incertain.

#### Le bassin 7
Ce bassin a été entrepris en 1822. Sa longueur est de 118 mètres, sa largeur de 26 mètres. Son entrée se fait côté amont du méandre de la Penfeld au niveau de la colline du Salou.

### Les bassins de Laninon

#### Les bassins 8 et 9 entre 1910 et 1945
La construction des deux bassins de Laninon, actuellement dénommés bassin 8 (le plus à l’est) et bassin 9 (le plus à l’ouest) a commencé en 1910, pour s'achever en 1916, au cours de la Première Guerre mondiale. Les dimensions de ces bassins, à l’origine, était de 250 m de longueur utile, de 36 m de largeur à l’entrée pour une cote au seuil de −8 m (rapportée au zéro des plus basses mers). Ces deux bassins possédaient une station de pompage commune, à l’extrémité du môle interbassins, et chacun une porte coulissante se repliant vers l’intérieur du môle. De ce fait, les deux bassins étaient légèrement « décalés » l’un par rapport à l’autre.
Pendant tout l’entre-deux-guerres, ces bassins ont satisfait à tous les besoins de la Marine nationale. Y furent achevés en particulier le Dunkerque et le Richelieu. L’utilisation des deux bassins n'a pas cessé pendant la Seconde Guerre mondiale. L’Occupant les utilisa pour entretenir par exemple le Scharnhorst et le Gneisenau. De ce fait, ils furent une cible privilégiée pour les bombardements de la Royal Air Force, qui ne réussirent cependant pas à endommager irrémédiablement les ouvrages. Le seul point particulièrement vulnérable était la station de pompage commune aux deux bassins. Pour y remédier, l’Occupant décida la construction de deux stations de pompage protégées sous béton à l’extrémité de chacun des bassins.
Ce que les bombardements alliés n'avaient pas réussi, l’Occupant le fit à merveille. À la fin de l’été 1944, il détruisit d’une façon pointilleuse les servitudes du bassin, leurs bajoyers, et les encombra d’épaves savamment disloquées. Avec le chantier abandonné du bassin 10 mitoyen (cf. infra), la zone de Laninon était alors dans un état lamentable.

#### Le bassin 10 de Laninon
Dans les années trente, les 248 m du Richelieu montrèrent que les 250 m des deux bassins 8 et 9 devenaient une limitation pour la Marine. Aussi, fin 1938, la construction d’un nouveau grand bassin était-elle entreprise à Laninon, à l’est du bassin 8. Ce bassin, alors dénommé bassin 10, devait avoir lui aussi une cote au seuil de −8 m, mais ses dimensions étaient plus généreuses : 300 m de longueur pour 46 m de largeur à l’entrée. Cependant, l’entrée en guerre stoppa les travaux, qui ne furent pas repris ultérieurement.

#### Les bassins 8 et 9 entre 1945 et 1953
Même si la ville de Brest fut aussi considérablement détruite à la suite des combats ayant précédé la Libération en 1944, la reconstruction des bassins de radoub de Laninon était une nécessité vitale tant pour l’arsenal que pour la Marine. À l’époque, seule la forme du Homet, à Cherbourg, était encore en état de recevoir des navires pour réparation. Les autres bassins, du Havre ou de Saint-Nazaire, étaient eux aussi inutilisables. Aussi leur reconstruction fut entreprise dès 1945.
Les dégâts infligés par l’Occupant étaient tels qu'il était nécessaire de reconstruire complètement les entrées des deux bassins, et donc de les assécher de manière durable au moyen d’un batardeau. Et, quitte à réaliser des travaux qui immobiliseraient longuement les bassins, il fut décidé d’en profiter pour les rallonger par l’avant (l’arrière des bassins se trouvant à quelques dizaines de mètres à peine de la falaise de Laninon, il était très difficile de les allonger par l’arrière). Par ailleurs, l’Occupant ayant détruit les bajoyers, il fut décidé de les reconstruire plus écartés, de manière à augmenter la largeur utile des bassins.
Le choix d’une solution technique de fermeture des bassins par un bateau-porte (en lieu et place d’une porte coulissante) permit d’aligner les deux têtes de bassin. Les deux bassins d’origine étant, comme dit plus haut, « décalés » l’un par rapport à l’autre, cette nouvelle configuration détruisit la gémellité des deux bassins : le bassin 8 vit sa longueur portée à 303 m, le bassin 9 à 315 m. Par ailleurs, la largeur était portée de 36 m à 39 m au fond du bassin par suppression de deux gradins intermédiaires sur les bajoyers, pour une largeur au niveau du terre-plein (cote +9 m) de 47 m environ.
Enfin, la vulnérabilité de la station de pompage ayant été prouvée pendant la guerre, et la politique en vigueur alors qui voulait que soient enterrées la majeure partie des installations, (afin de pouvoir résister aux conséquences d’une attaque atomique, ont entraîné la construction d’une station de pompage souterraine commune, enfouie à 150 m dans la falaise de Laninon, comportant l’ensemble des pompes et des vannes nécessaires à son fonctionnement.
Le batardeau nécessaire aux travaux fut construit entre juin 1946 et novembre 1947. Il disposait d’une passe ouvrante, qui a permis de faire entrer le Jean Bart au bassin 9 en mars 1948. Les travaux sur les bassins se sont terminés en 1953, ceux de la station de pompage fin 1951.

#### Emploi des bassins 8 et 9
- Bassin 8
- Bassin 9
  - 1989-1994 : Construction du Charles de Gaulle

## Bâtiments

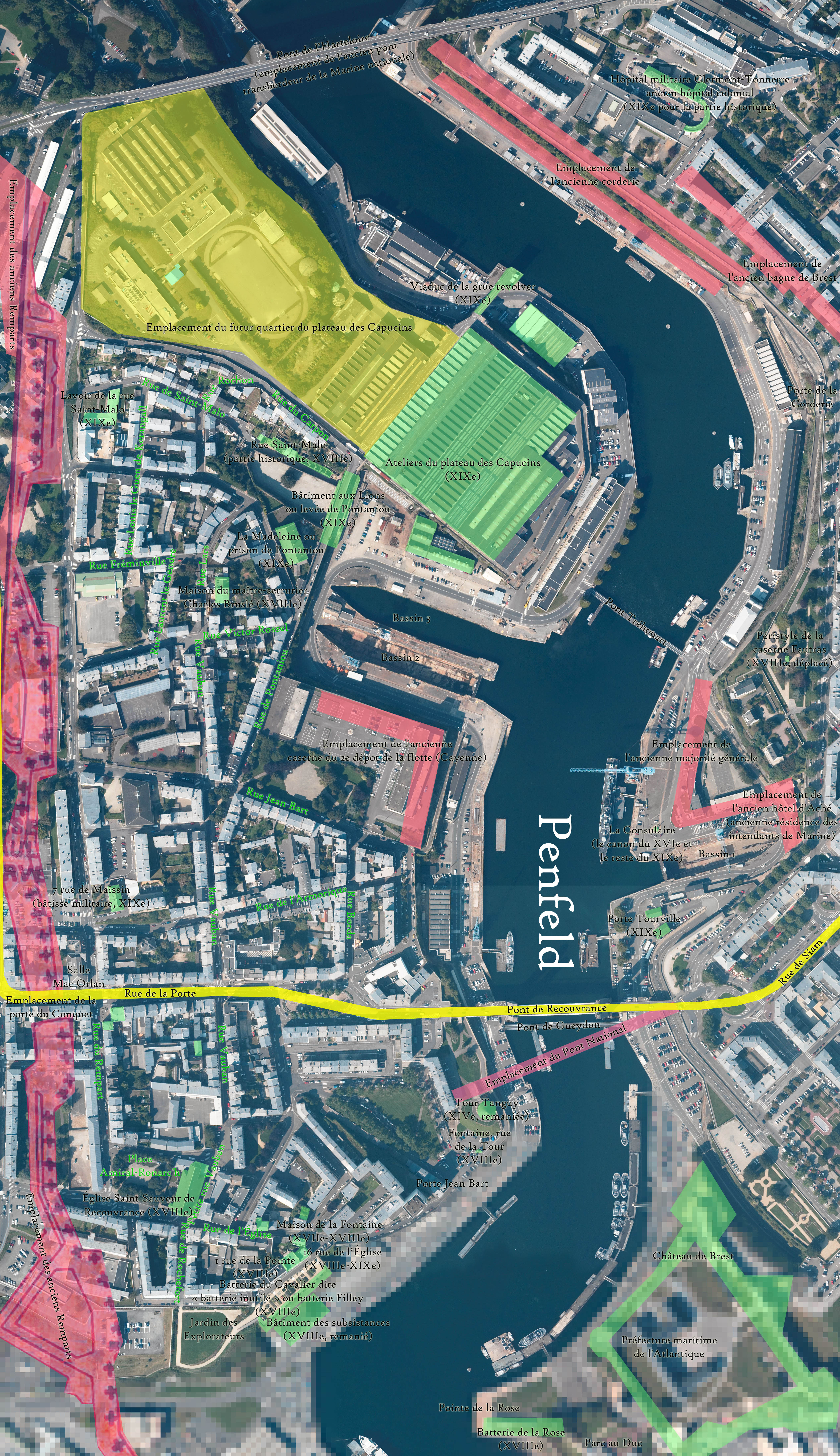
Vue de la partie historique du port militaire aux bords de Penfeld et du quartier de Recouvrance en 2004. Les bâtiments remarquables disparus sont indiqués en rouge (pour la plupart, détruits durant la Reconstruction).
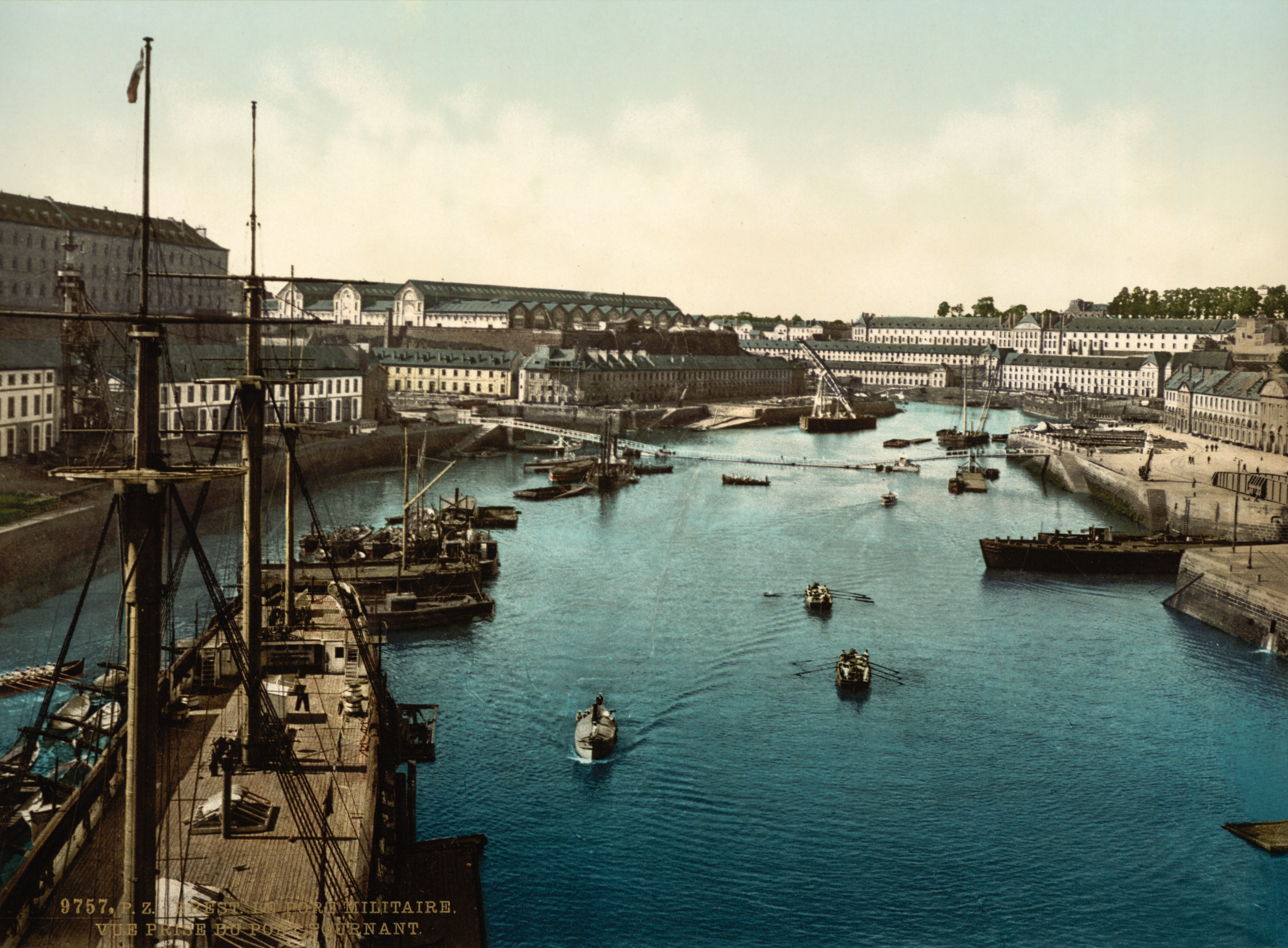
Le port et l’arsenal en Penfeld vus depuis le Grand Pont en 1895 : de gauche à droite, côté Recouvrance, la caserne du 2e dépôt des équipages de la flotte (dit la Cayenne), les ateliers du plateau des Capucins ; côté Brest même, en arrière-plan la corderie et le bagne la surplombant, et à droite, la majorité générale.
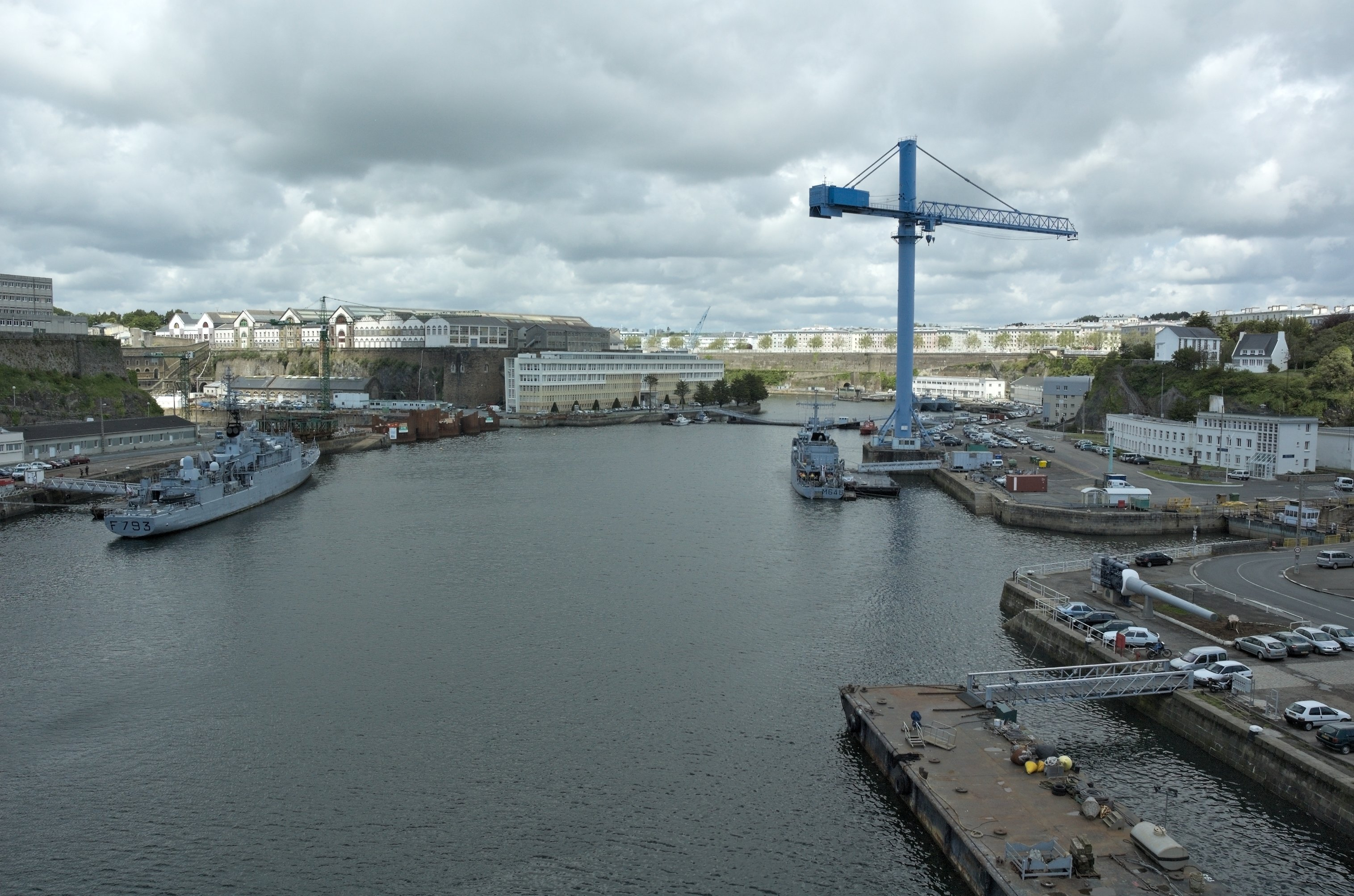
Vue prise du pont de Recouvrance sous un angle similaire à la photographie précédente, en 2006 : les façades classiques du XVIIIe siècle ont disparu, détruites après-guerre, pendant les opérations de reconstruction. On remarquera que la Grande Grue, au centre, a depuis été démantelée.

### La corderie
L’un des ateliers les plus spectaculaires est certainement la corderie, ne serait-ce qu'en raison de sa longueur, et la corderie royale de Rochefort, sauvée grâce à l’amiral Maurice Dupont, est là pour en attester.
À Brest, il existait deux corderies, après que la plus ancienne, installée le long du bassin de Brest, eut brûlé : la corderie basse et la corderie haute s'étendaient sous le bagne et l’hôpital maritime.

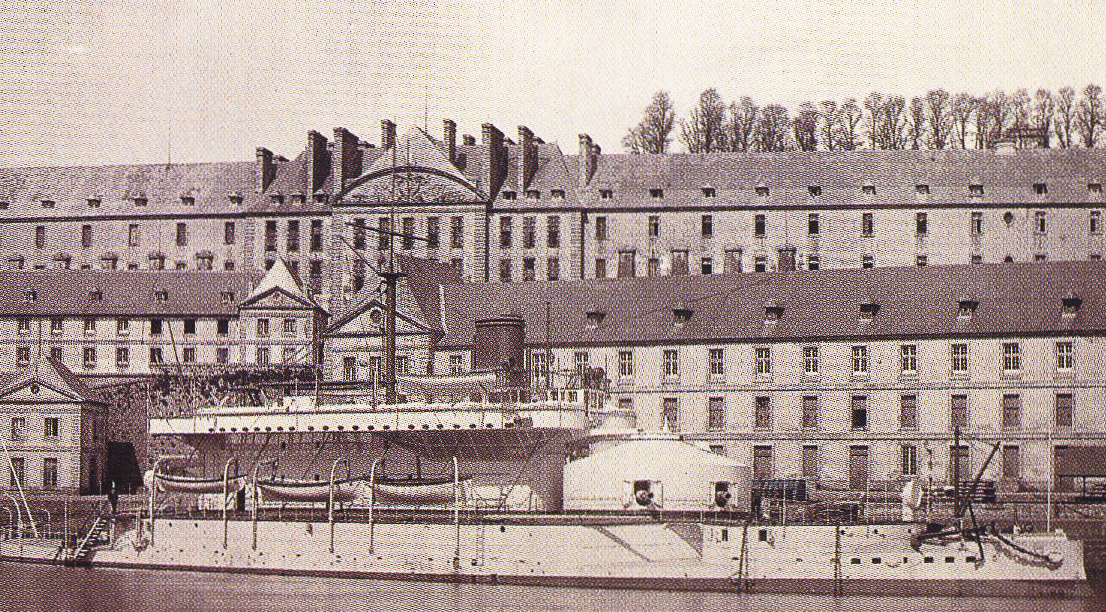
Le garde-côtes cuirassé Fulminant lancé à Cherbourg en 1877 devant le bagne de Brest et les corderies.
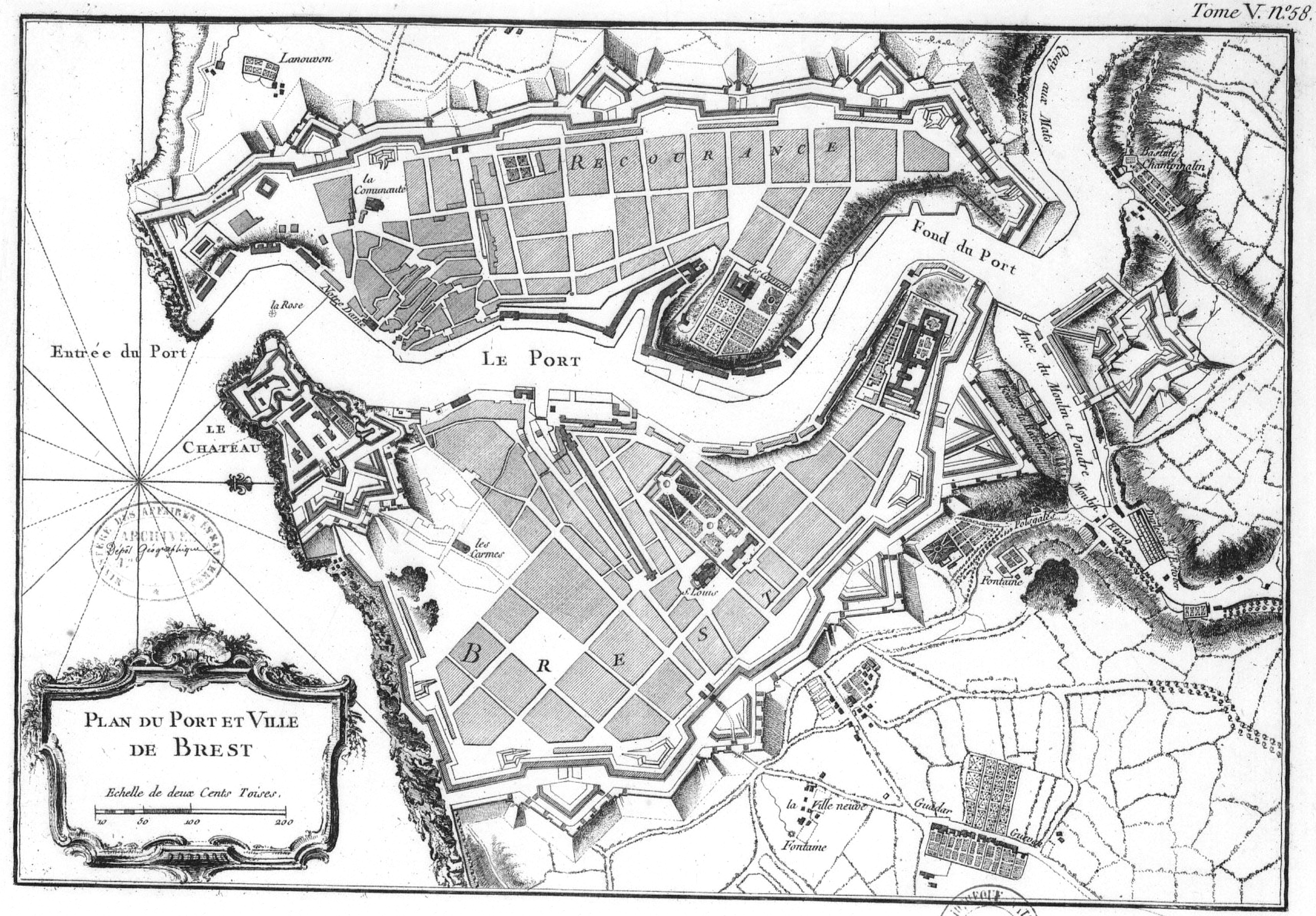
Plan du port et ville de Brest - 1764
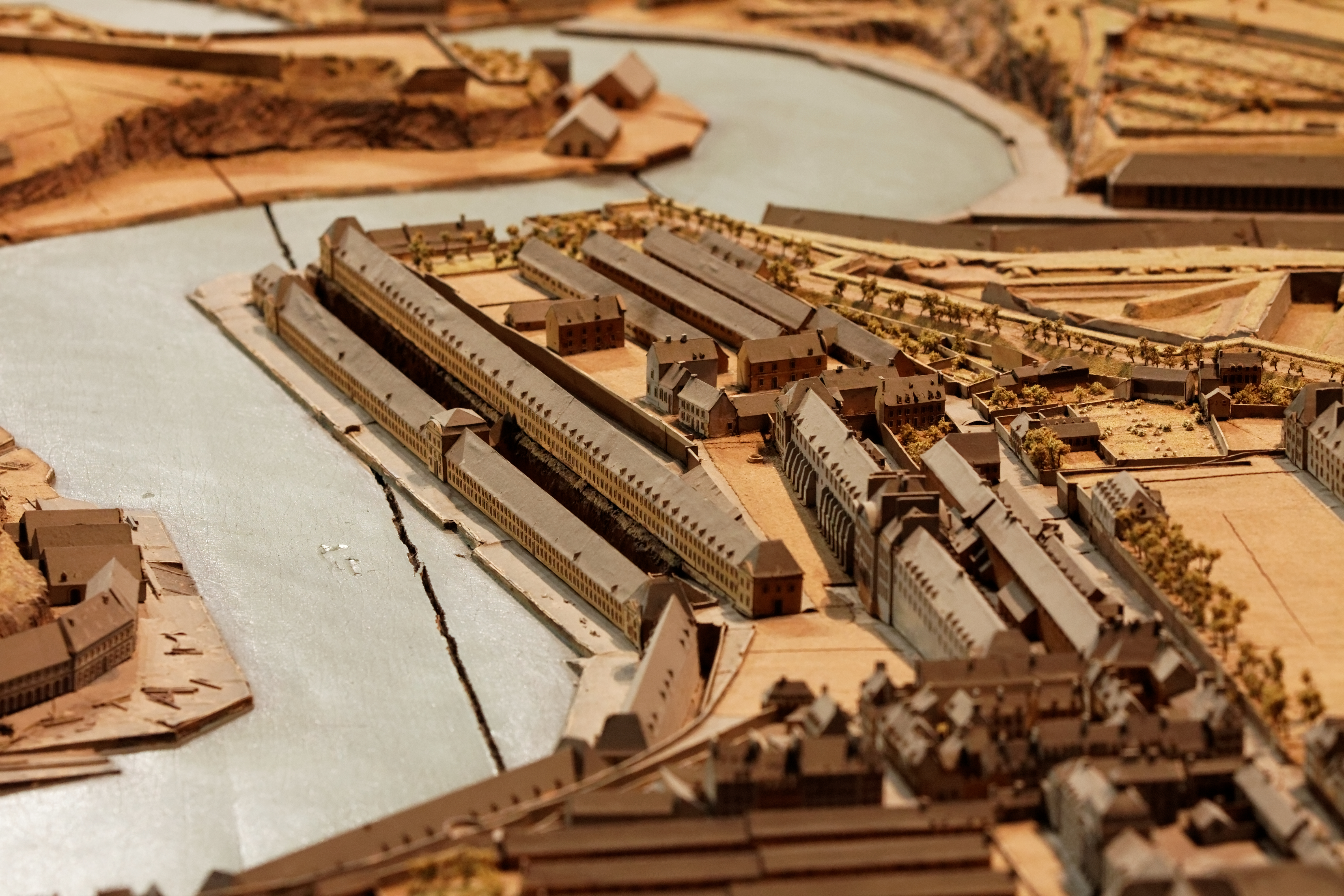
Le plan-relief de Brest représentant la ville en 1811 : les corderie, le bagne et l’hôpital militaire.

### La Madeleine
Le bâtiment de la Madeleine, ou prison de Pontaniou, a été construit durant la première décennie du XIXe siècle. À l’origine destinée aux marins et ouvriers de l’arsenal (et non pas aux bagnards), c'était une prison modèle, disposant d’un certain confort dont le point phare étaient les cellules individuelles. Située juste au-delà de la levée de Pontaniou et du bâtiment aux Lions, elle se trouvait hors de l’enceinte de l’arsenal.
Transférée à un usage civil en 1952, elle n'a jamais vraiment subi de modernisation, et les conditions de détention y devenaient exécrables, ce qui a fini par la condamner, en 1990, le centre carcéral étant transféré à l’Hermitage, non loin de la zone commerciale du nord de Brest.
Si le bâtiment est toujours debout aujourd’hui, son avenir semble essentiellement lié à celui du plateau des Capucins, dont le retour à l’univers civil pourrait provoquer un « recentrage » de la vie brestoise vers la rive droite et un développement de ce quartier.

### Le bâtiment aux Lions
Le nom donné à l’ouvrage provient des dix têtes de lion en plomb qui font office de gargouilles. On s'y réfère également sous le terme de levée de Pontaniou.
Ce bâtiment, situé au fond de l’anse de Pontaniou, avait un double objectif : fermer l’anse de Pontaniou (et améliorer la clôture de l’arsenal), et favoriser la communication entre le plateau de « la Cayenne » (où se trouvait le 2e dépôt des équipages de la flotte) et celui des Capucins.
La levée de Pontaniou est un pont-digue à quatre niveaux, long de 58 m, large de 10,5 m et haut de 20 m. Il permet le passage des eaux du vallon de Pontaniou en sous-sol, soutient une chaussée routière en terrasse (actuellement la rue de Pontaniou), servait de magasin d’entreposage pour le matériel utile aux radoubs effectués dans les formes voisines : matériel de calfatage, brai, goudron, résine, soufre…, et de bâtiment de bureaux. Il constituait anciennement une entrée à l’arsenal, via la rue Saint-Malo qui descend le vallon de Pontaniou, ou via l’enclos de la Madeleine, et deux rampes sur arcatures, situées de part et d’autre de la levée, menaient vers chacun des deux plateaux bordant l’anse.
Ce bâtiment a été conçu en 1806 par Tarbé de Vauxclairs, directeur des Travaux maritimes, et construit par Trouille, son successeur, entre 1807 et 1809. Il n'a été que peu modifié depuis, a échappé aux vicissitudes de la guerre et réhabilité en 2000 préalablement aux manifestations nautiques de Brest 2000. Il est classé monument historique depuis 2011. Une rénovation du bâtiment est en cours (2015-2019), cofinancée par les ministères de la Culture et de la Défense,.

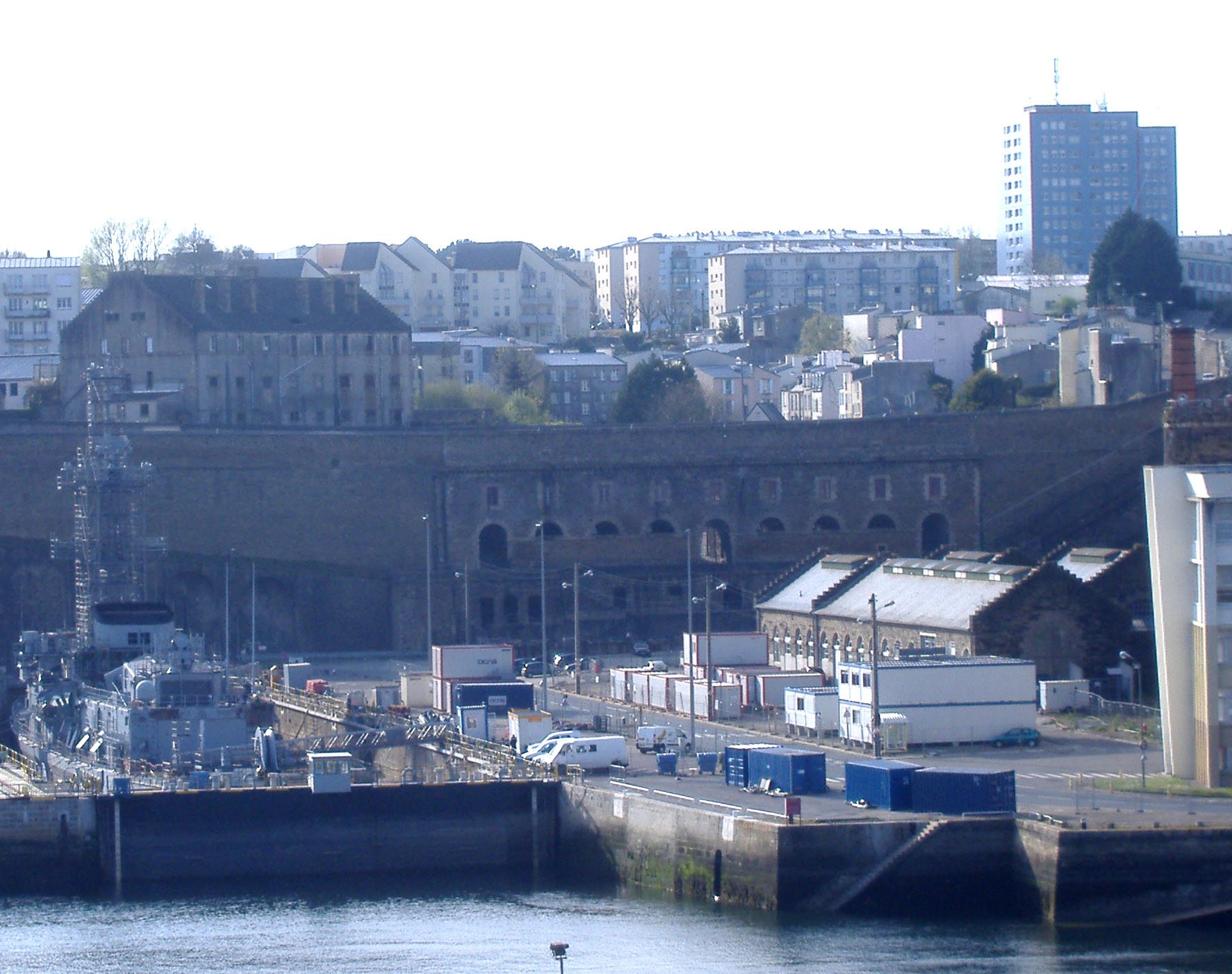
Le bâtiment aux Lions.
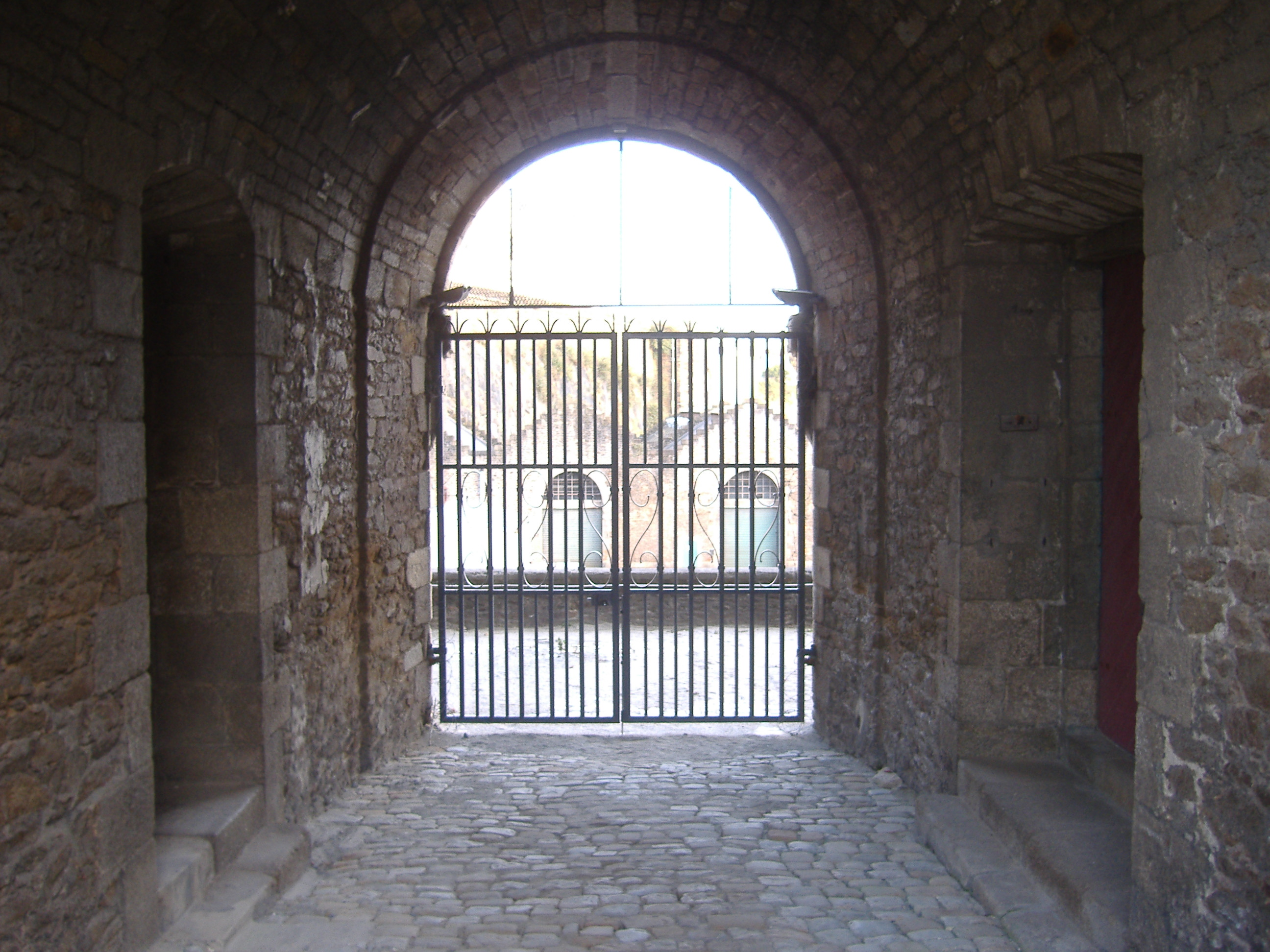
L’intérieur du bâtiment aux Lions.
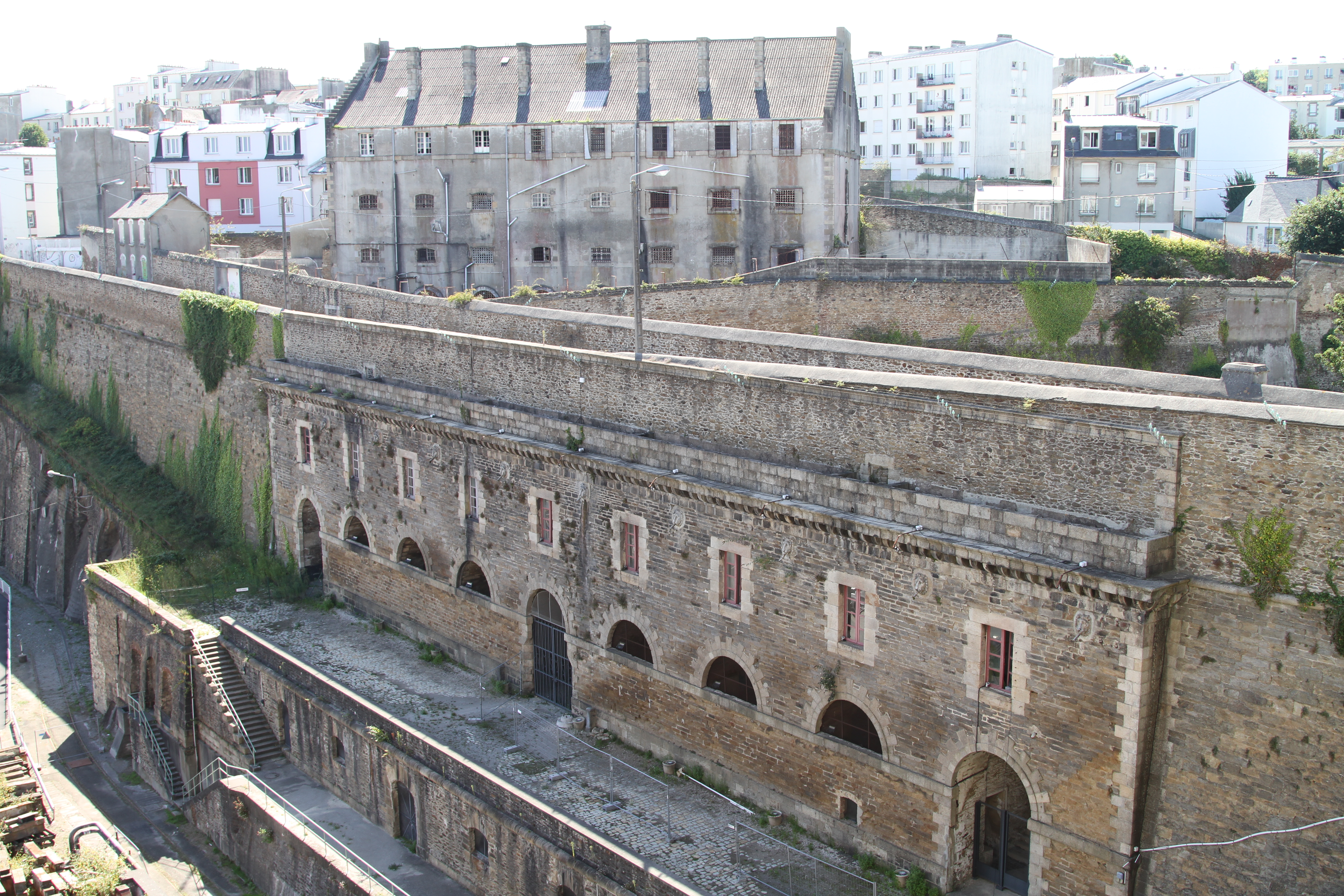
Le bâtiment aux Lions et la prison de Pontaniou.
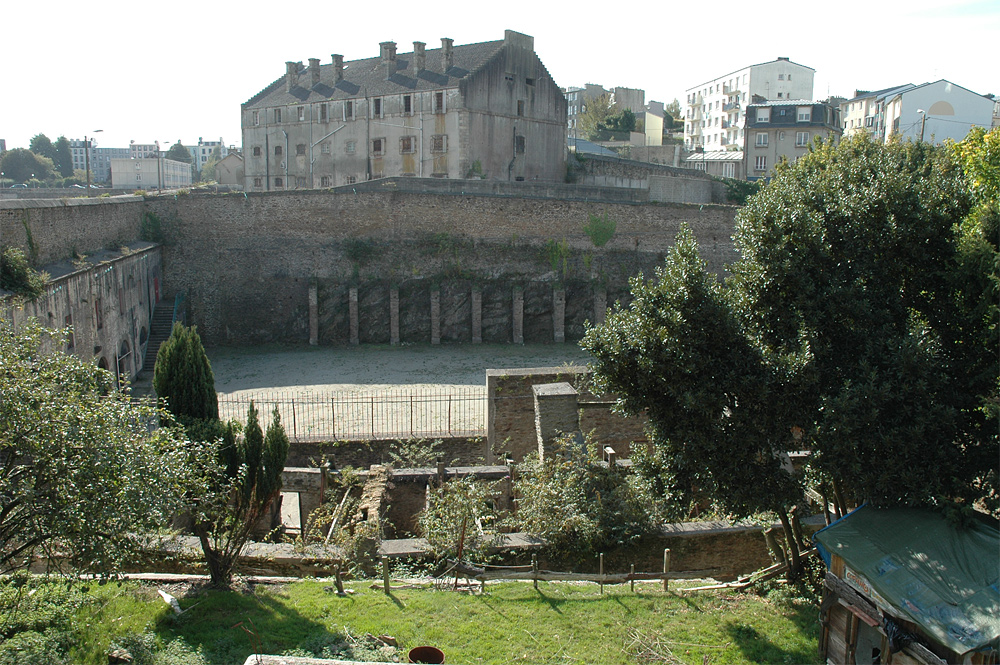
La Madeleine ou prison de Pontaniou en arrière-plan avec la rue Saint-Malo au premier plan, fermée le bâtiment aux Lions à gauche.
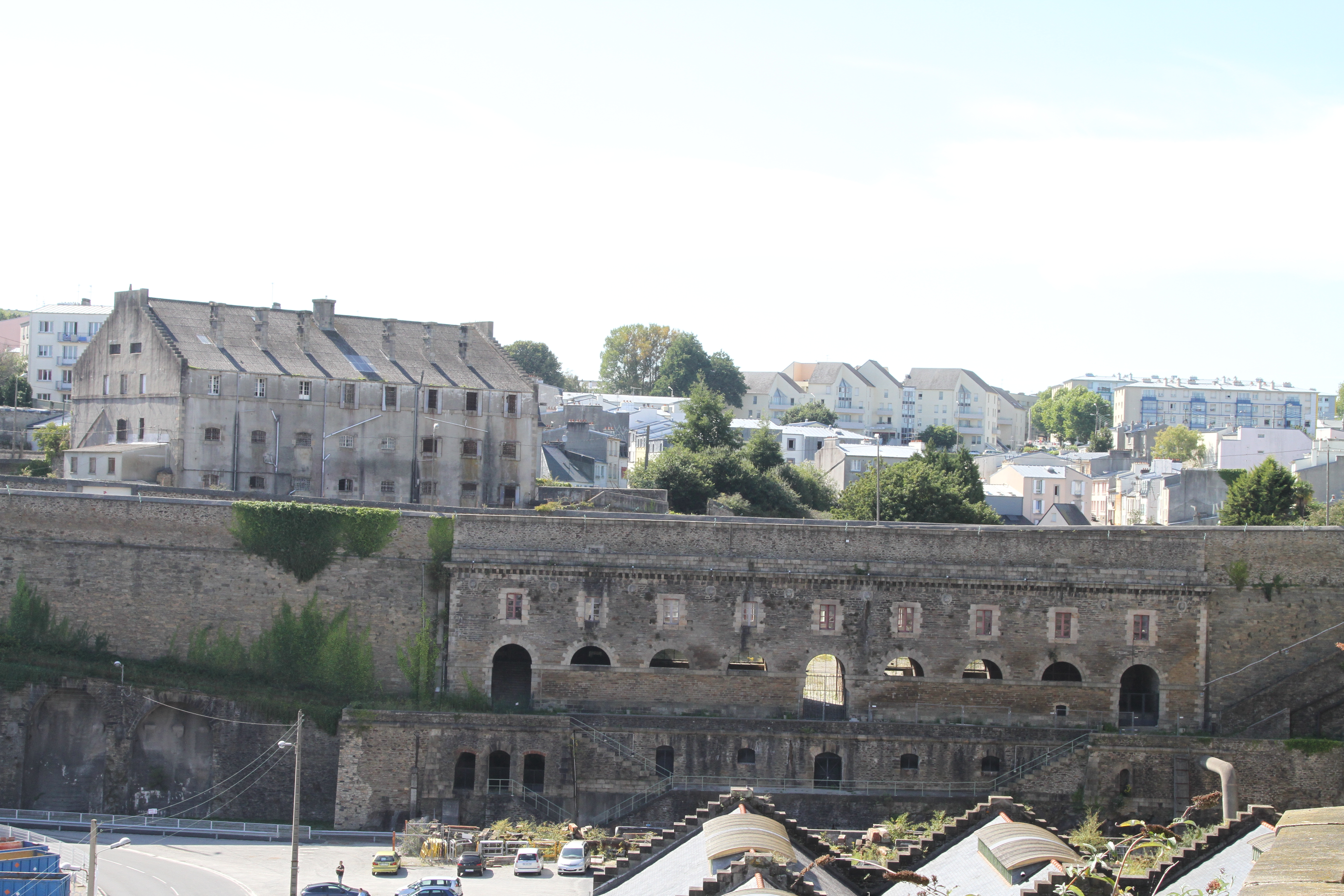
Le bâtiment aux Lions.

### Les ateliers du plateau des Capucins
Le site abrita successivement le couvent de l’ordre des Capucins, un hôpital, une caserne et au XIXe siècle, de grands ateliers industriels.
Rétrocédé à la collectivité en 2010, les bâtiments des ateliers ont été conservés et réaménagés pour accueillir des activités commerciales et culturelles (médiathèque et cinéma notamment). Le reste du site du plateau des Capucins abritera le nouveau quartier des Capucins sur 15 hectares.

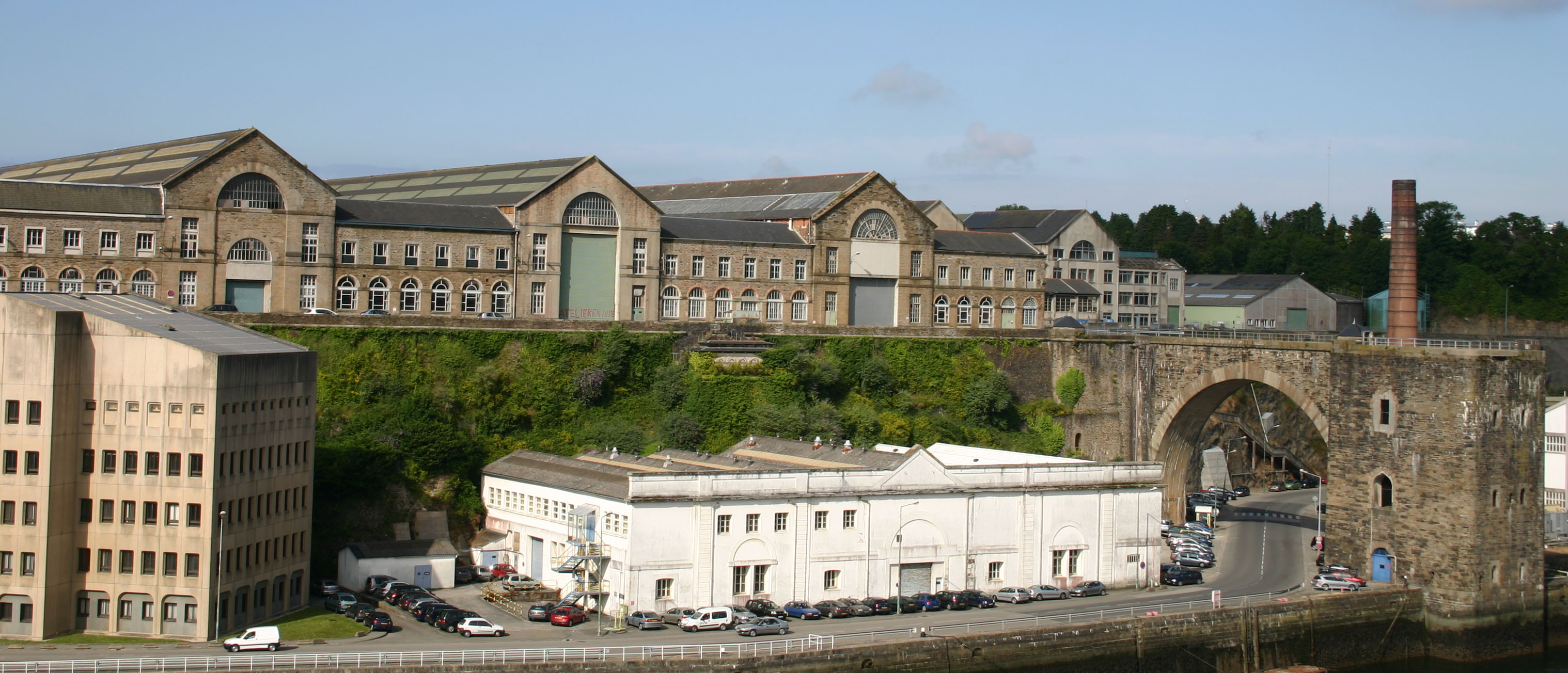
Les ateliers des Capucins et le môle dit du viaduc.
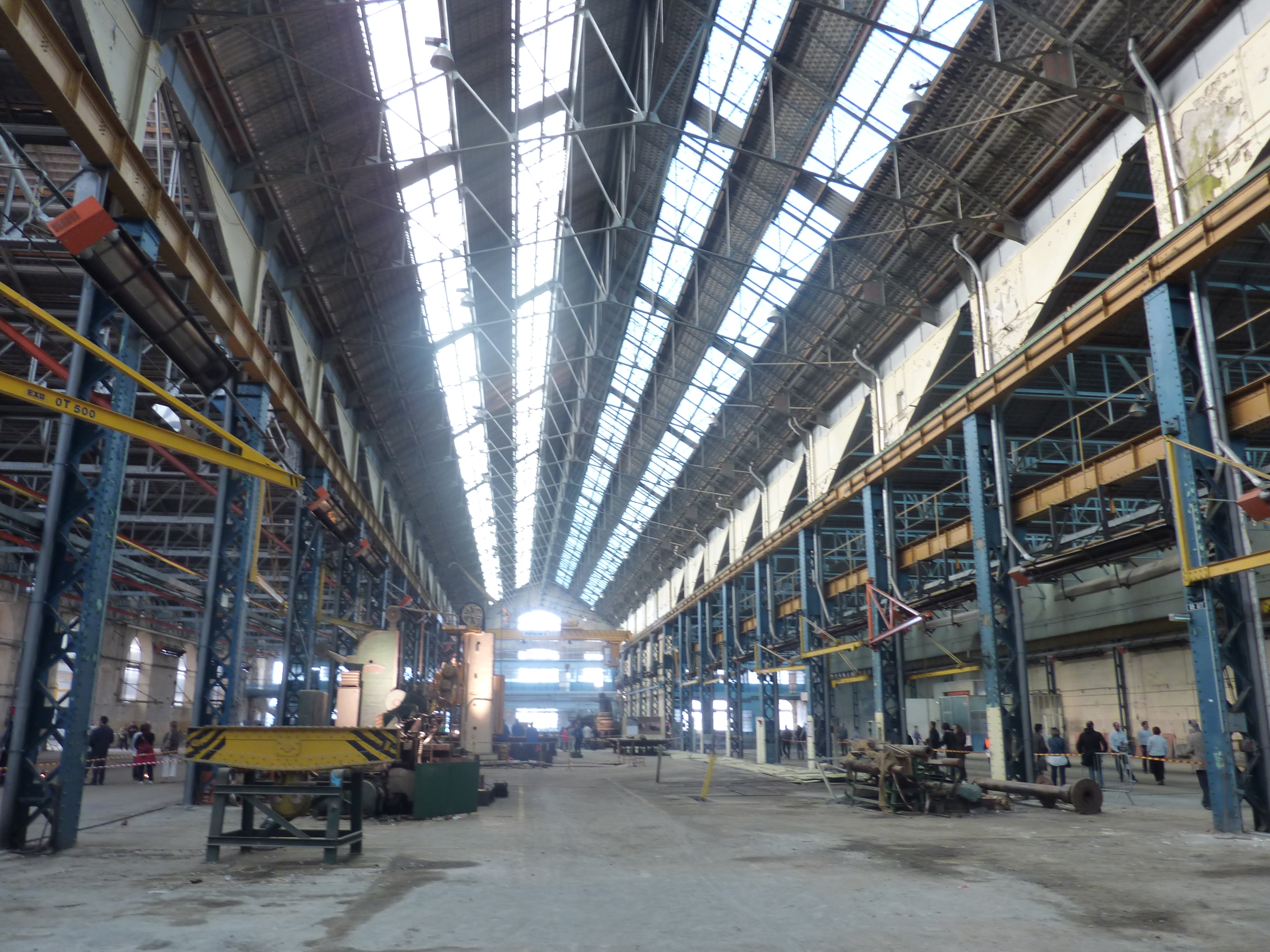
Brest Arsenal : vue intérieure des ateliers désaffectés des Capucins (en 2011).
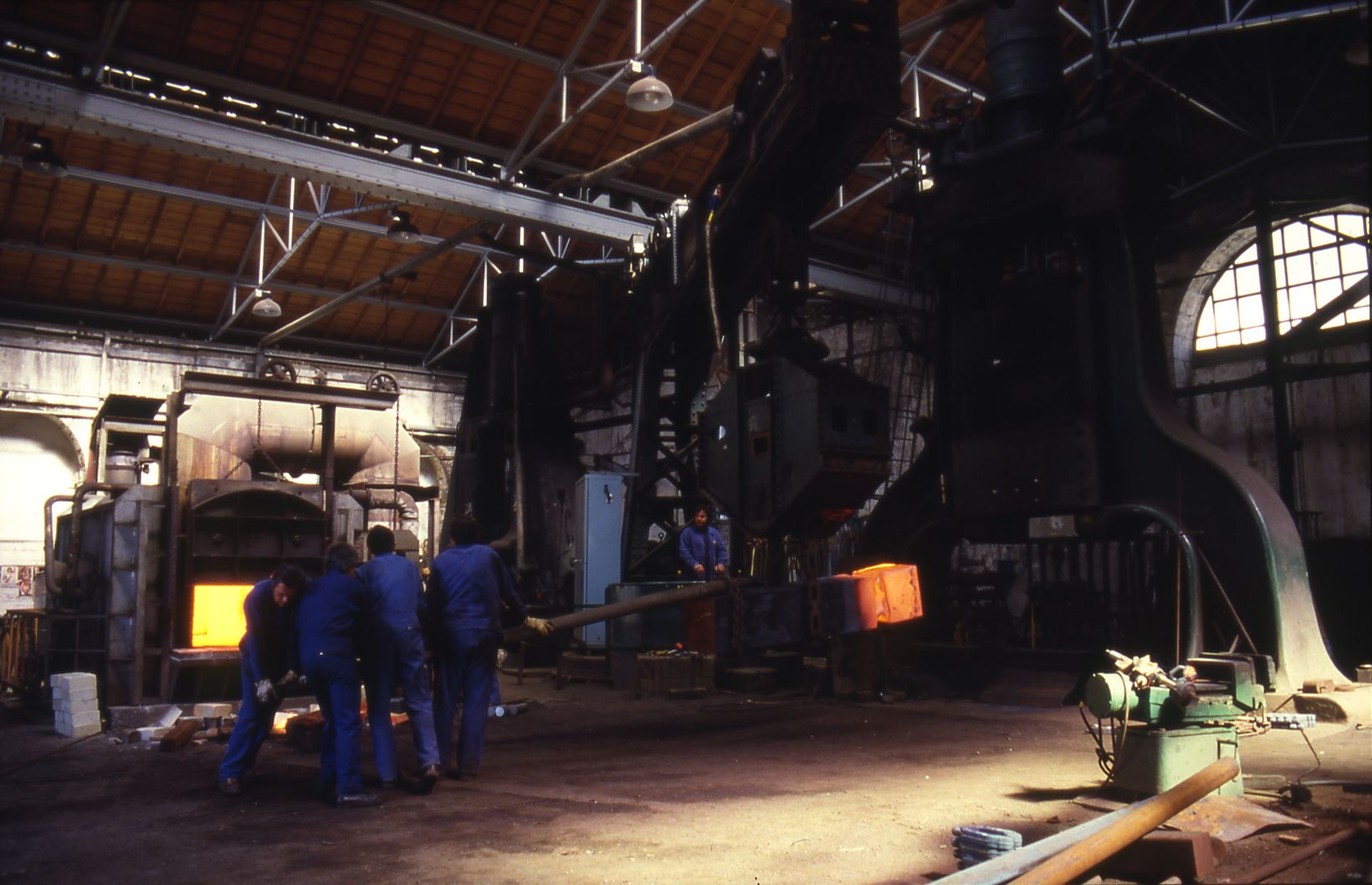
Le marteau-pilon des forges de Pontaniou, mis en service en 1867 (photo de 1986).
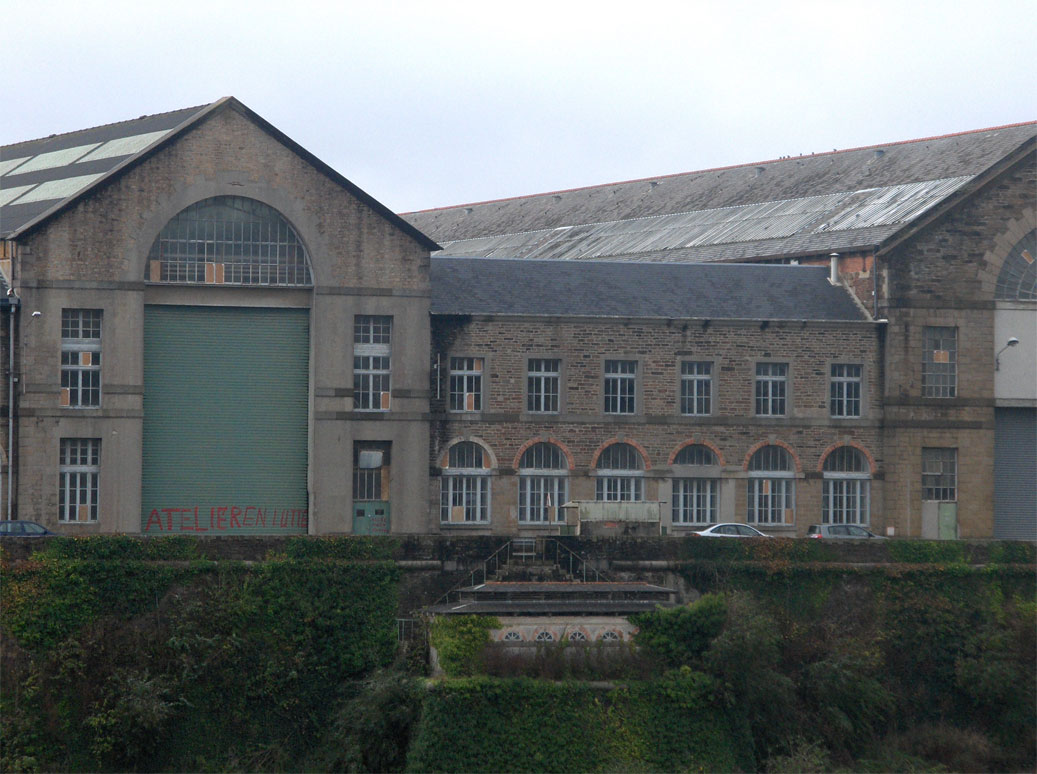
Vue sur les ateliers du Plateau des Capucins depuis la rive gauche de la Penfeld. Les inscriptions témoignent des derniers combats menés par les ouvriers avant la fermeture du site et sa future transformation en zone civile. En contrebas, la pagode, anciens sanitaires des ouvriers des ateliers.

## Ouvrages divers

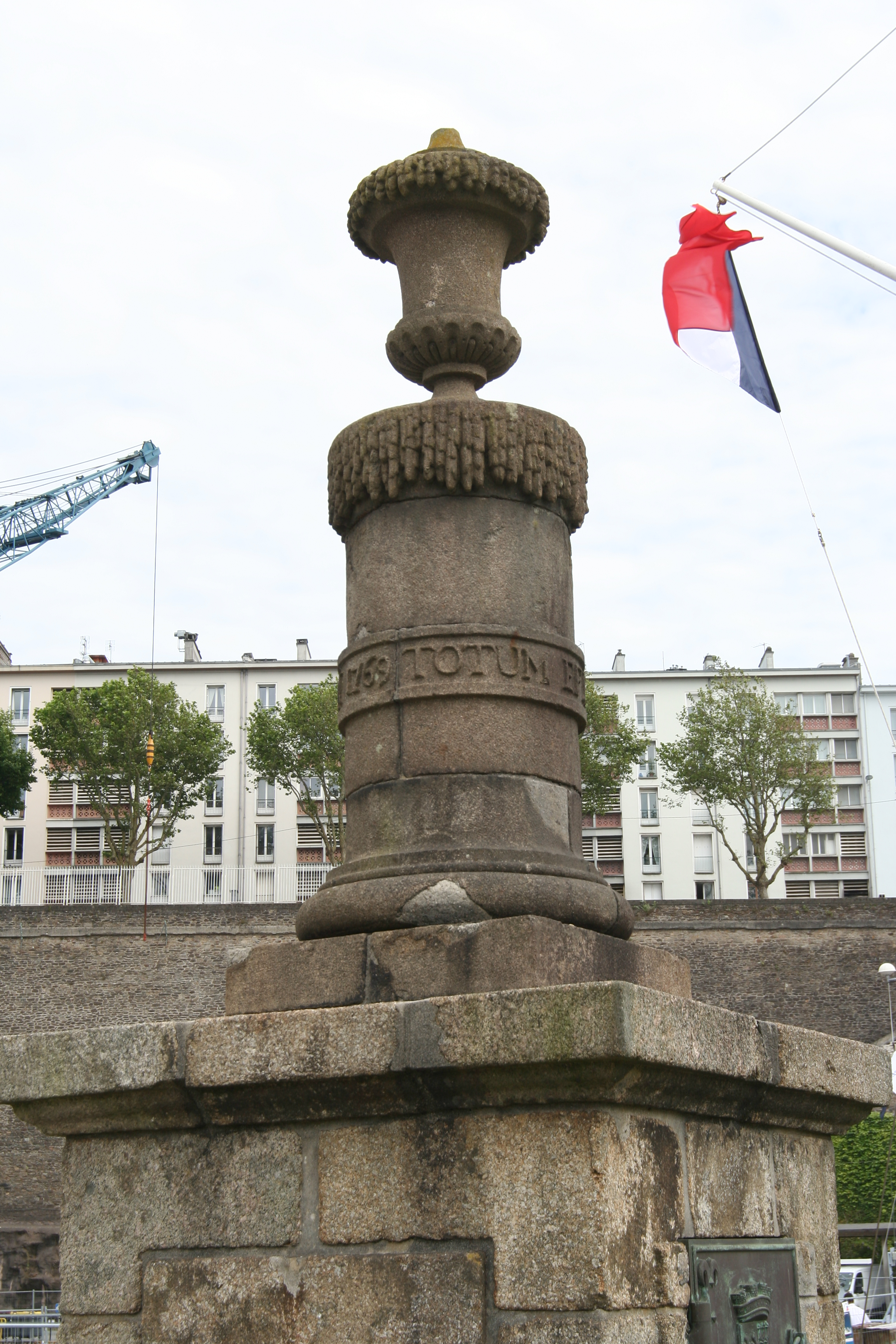
La fontaine de Keravel, située près du bassin Tourville
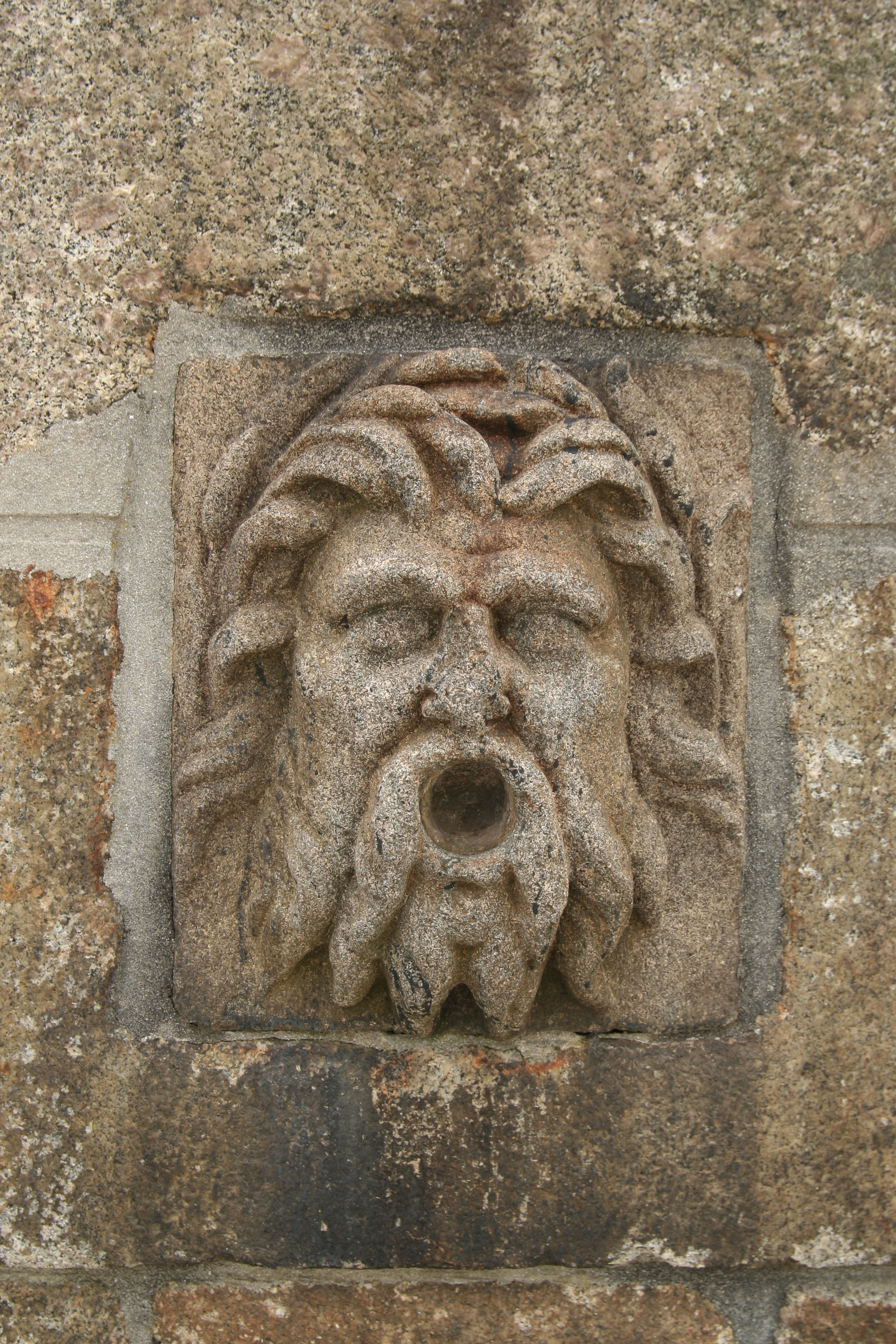
Détail
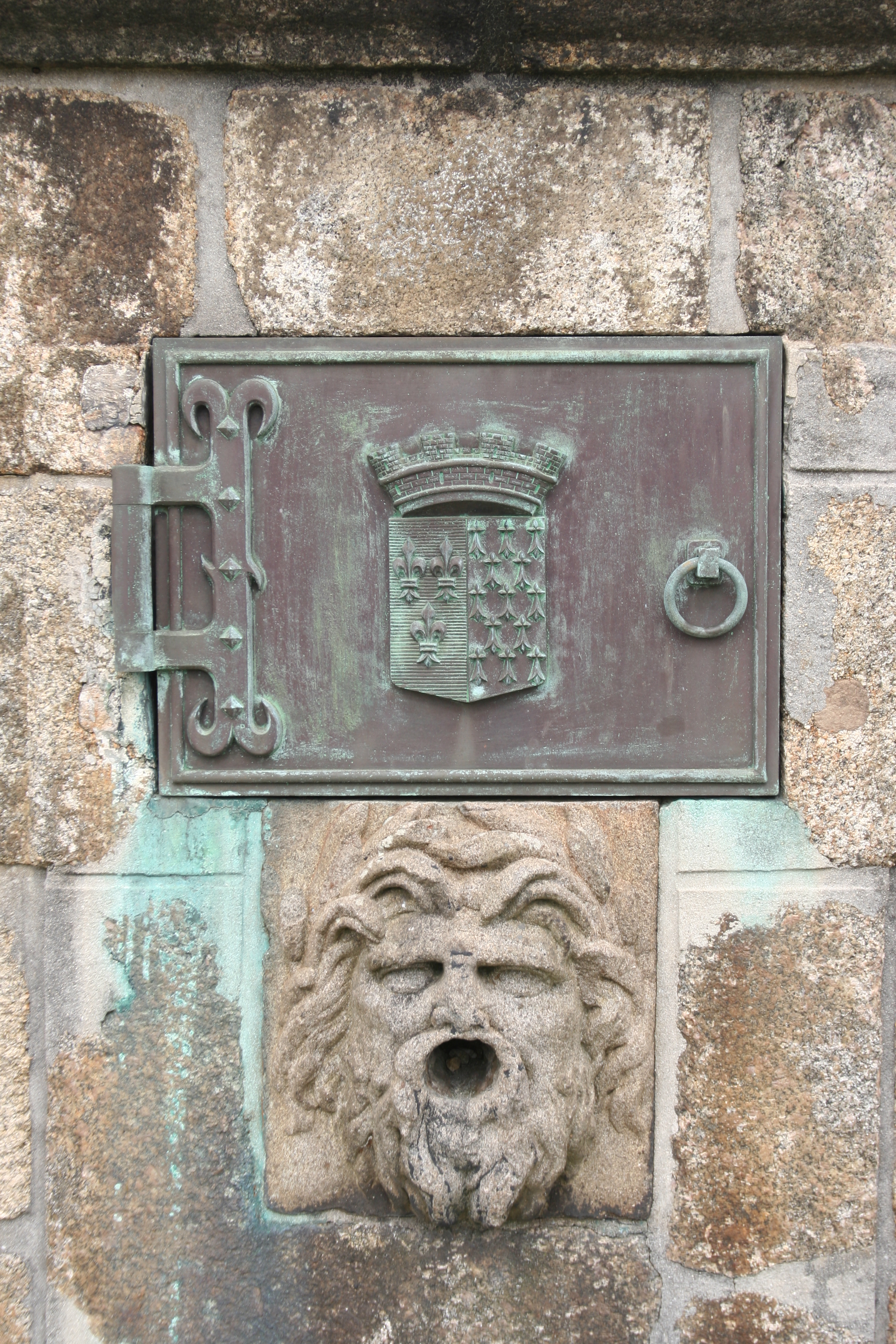
Détail figurant les armes de Brest sur la partie métallique

### Pont à transbordeur
Un pont à transbordeur fut récupéré à Bizerte et installé à Brest en 1909 au-dessus de la Penfeld à peu près à l’emplacement actuel du pont de l'Harteloire. Endommagé en 1944, il fut détruit en 1947.

### Ponts flottants
- Pont no 1, dit pont Gueydon, du nom de l’amiral Gueydon.
- Pont no 2, dit pont Tréhouart, du nom de l’amiral Tréhouart.

### Grande Grue
La Grande Grue, amer remarquable de l’arsenal, a été démantelée début 2010. Elle n'est actuellement pas remplacée.

### Môle et «viaduc» de la grue

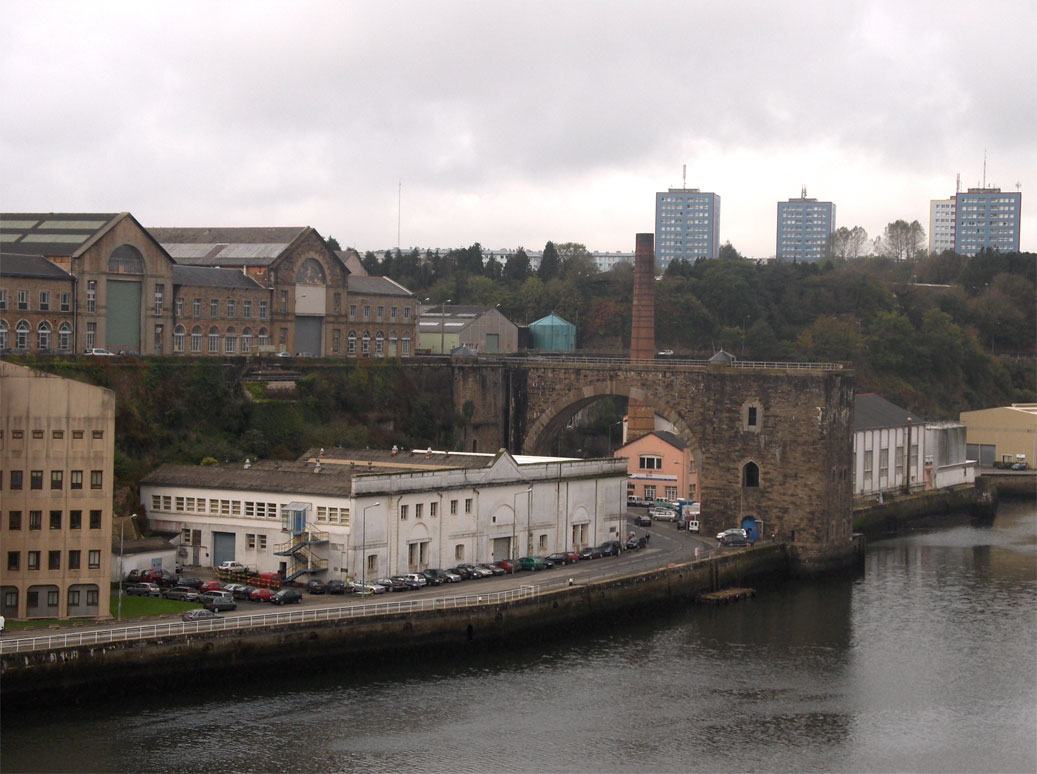
Vue sur le viaduc de la grue revolver, en prolongement des Ateliers du Plateau des Capucins. En toile de fond, les tours de Quéliverzan.

Le môle du « viaduc » permet d'assurer la liaison entre les Ateliers du Plateau des Capucins et les quais. Cette imposante construction est élevée au nord du plateau auquel elle est reliée par une arche en plein cintre de 30 mètres d'ouverture. Il s'agit d'un des monuments les plus représentatifs de l'arsenal du temps de la marine à vapeur. Il est alors surmonté de deux grues dont l'une, exécutée sur les plans de l'ingénieur Gervaise peu après 1860, est mue à la vapeur, roule sur des rails et tourne sur un cercle de galets jointifs. Cette grue pèse près de 400 tonnes et soulève des charges de 80 tonnes. Sa portée d'une dizaine de mètres lui permet d'embarquer dans les navires amarrés en contrebas les chaudières provenant de la grosse chaudronnerie, ou de hisser sur le plateau celles qui devaient y être réparées : 20 hommes accomplissent désormais en deux heures une opération qui occupait jusqu'alors de 600  à   800 hommes pendant toute une journée. La « grue Gervaise » ou « grue revolver », en raison de sa forme, servait également de machine à mâter. Elle est démontée dans les années 1950.
| Datation | 1848 - 1857 |

« Source : Tigris / Flohic Editions, œuvre collective »

## Desserte
Le réseau Bibus a mis en place depuis plusieurs années des navettes pour aller de Guilers, Plougastel Daoulas et Plouzané jusqu'à l'arsenal